# Wolfenbüttel (stad)
Wolfenbüttel is een plaats in de Duitse deelstaat Nedersaksen, gelegen in de Landkreis Wolfenbüttel. De stad telt 52.121 inwoners.

## Delen van de stad Wolfenbüttel

Stadsdelen: de Kernstadt ligt binnen het rood gekleurde gebied.

- Kernstadt (de eigenlijke stad), bestaande uit de volgende 7 stadsdelen:
  - Kurzes Holz (in de 19e eeuw bij de stad gevoegd)
  - Juliusstadt  (16e-eeuws)
  - Rote Schanze (in de 19e eeuw bij de stad gevoegd)
  - Weiße Schanze (in de 19e eeuw bij de stad gevoegd)
  - Auguststadt (17e-eeuws)
  - Schwedenschanze (in de 19e eeuw bij de stad gevoegd)
  - Heinrichstadt (oudste middeleeuwse kern bij het kasteel)
- Adersheim, tegen stadsdeel Drütte van Salzgitter aan
- Ahlum
- Atzum
- Fümmelse, tegen stadsdeel Thiede van Salzgitter aan, ten westen van de A36
- Groß Stöckheim, tegen stadsdeel Thiede van Salzgitter aan
- Halchter
- Leinde
- Linden, met de fabriek van Jägermeister.
- Salzdahlum
- Wendessen

## Geografie, infrastructuur

### Geografie
Naburige steden zijn in het noorden Braunschweig of Brunswijk, afstand van centrum tot centrum ongeveer 12 km, en Salzgitter, ten westen van Wolfenbüttel. Kleinere buurgemeentes, aan de oost- en zuidkant zijn, van noord naar zuid: Sickte, Dettum, Denkte, Ohrum en Cramme.
Ongeveer 30 km ten zuiden van Wolfenbüttel liggen Goslar en Bad Harzburg, beide aan de noordrand van het Harzgebergte.
Door de stad stroomt van zuid naar noord de tegenwoordig alleen nog voor kano's en kleine roeibootjes bevaarbare rivier de Oker.

### Infrastructuur

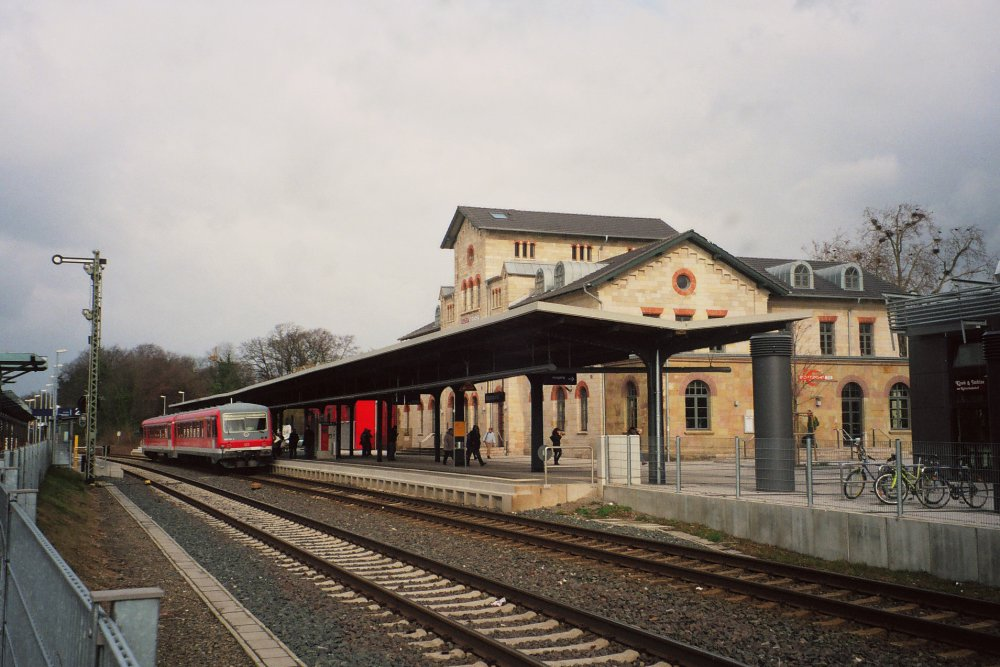
Station

De belangrijkste verkeerswegen in en om de stad zijn de Autobahn A36, die van noord naar zuid langs de westkant van de stad loopt, en de Bundesstraße 79, die door de noordelijke en oostelijke delen van Wolfenbüttel loopt. Van noord naar zuid zijn de afritten 5 (Groß Stockheim), 6 en 7 (Halchter) van de A36 binnen de stadsgrenzen gelegen.
Via Fümmelse, ten westen van de stad, Thiede, gemeente Salzgitter en de Bundesstraße 248 is ook de Autobahn A 39 snel bereikbaar.
Het station van Wolfenbüttel is alleen nog een spoorweghalte aan lokaalspoorwegen van en naar Schöppenstedt (zie: Spoorlijn Wolfenbüttel - Oschersleben), Braunschweig, en Vienenburg (en van daar door naar Bad Harzburg of Goslar; zie: Spoorlijn Braunschweig - Bad Harzburg)
Verscheidene stads- en streekbussen, o.a. naar Braunschweig en de Volkswagen-fabrieken te Salzgitter, stoppen bij het station van Wolfenbüttel.

## Economie, hoger onderwijs

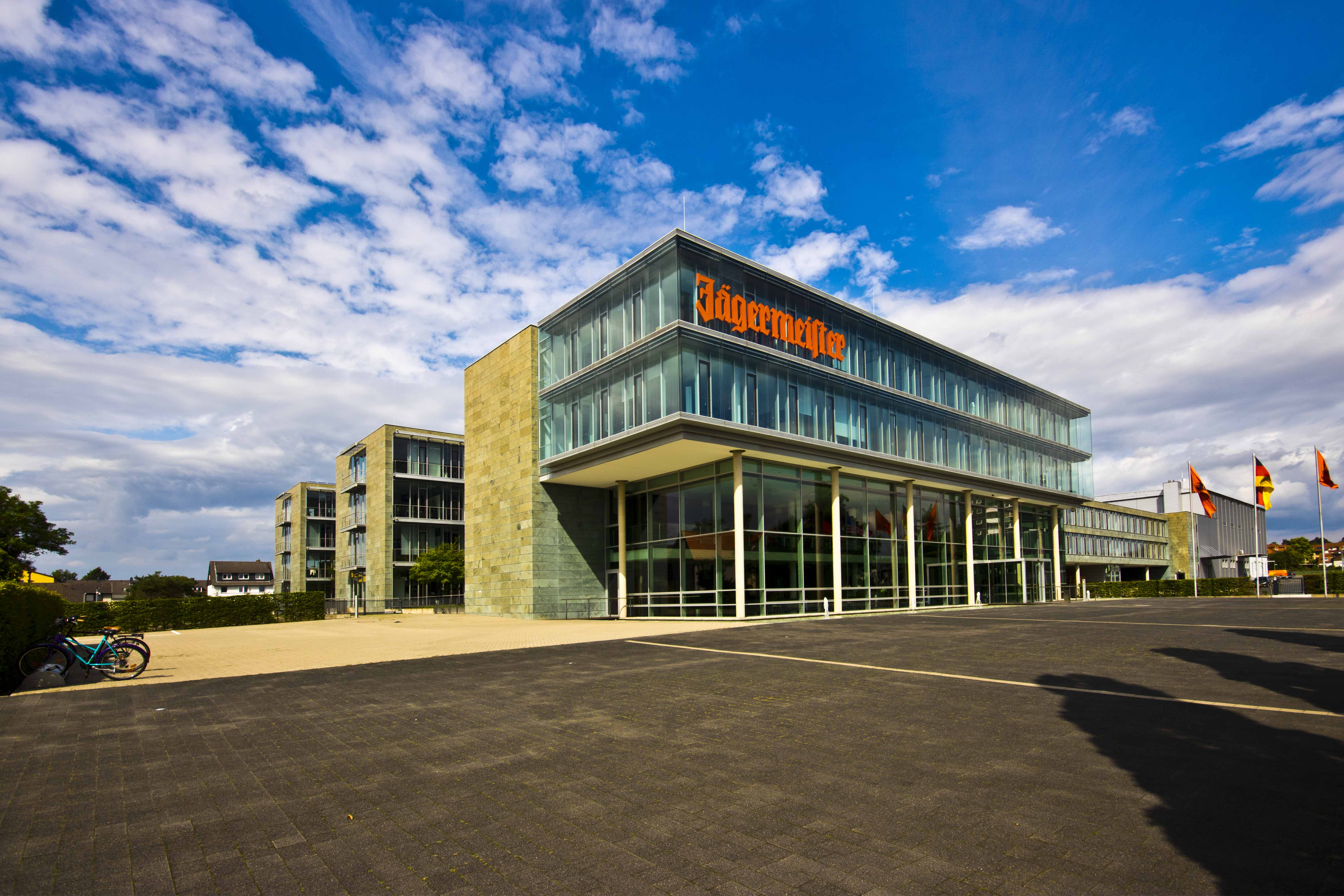
Hoofdkantoor sterkedrankfabriek Jägermeister
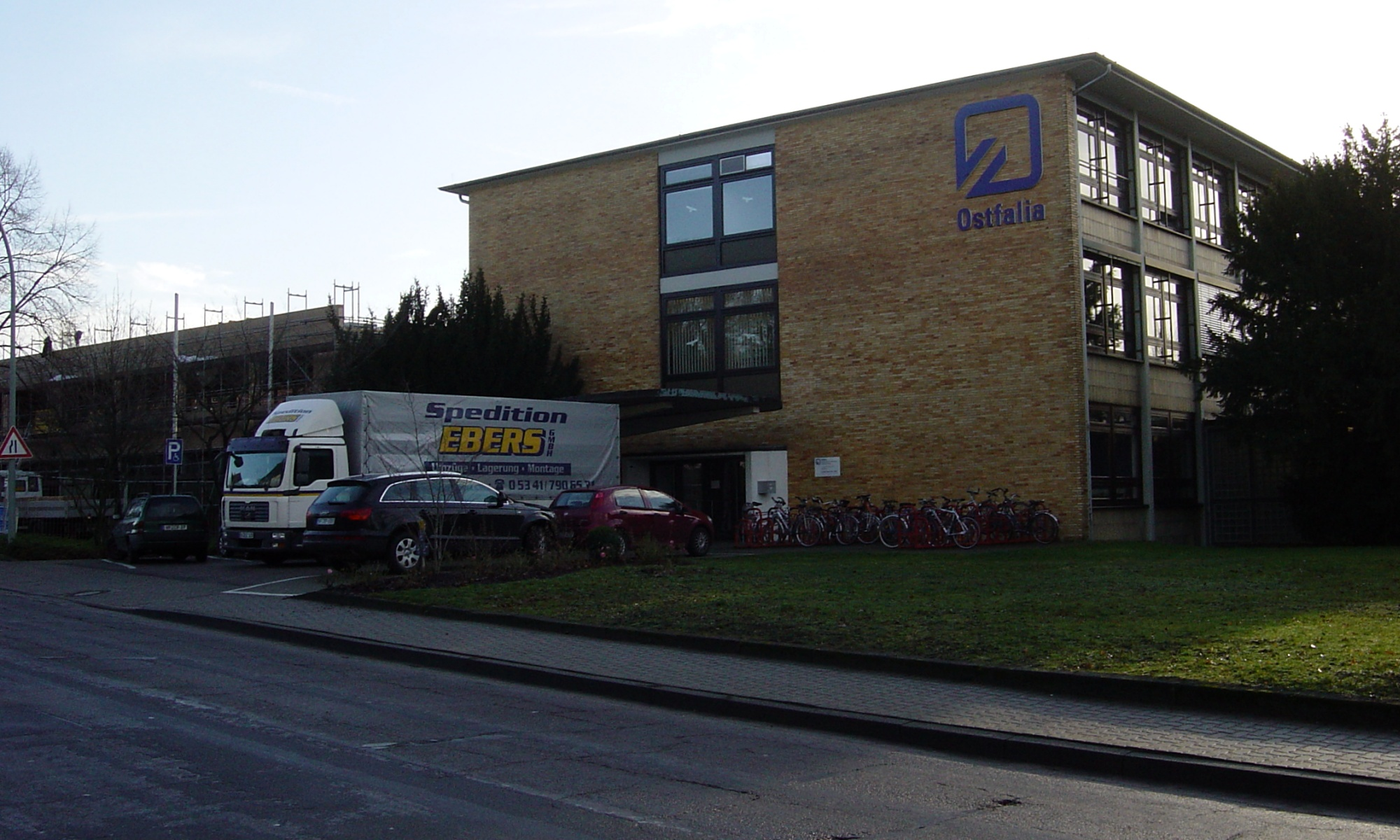
Eén der beide locaties van hogeschool Ostfalia te Wolfenbüttel
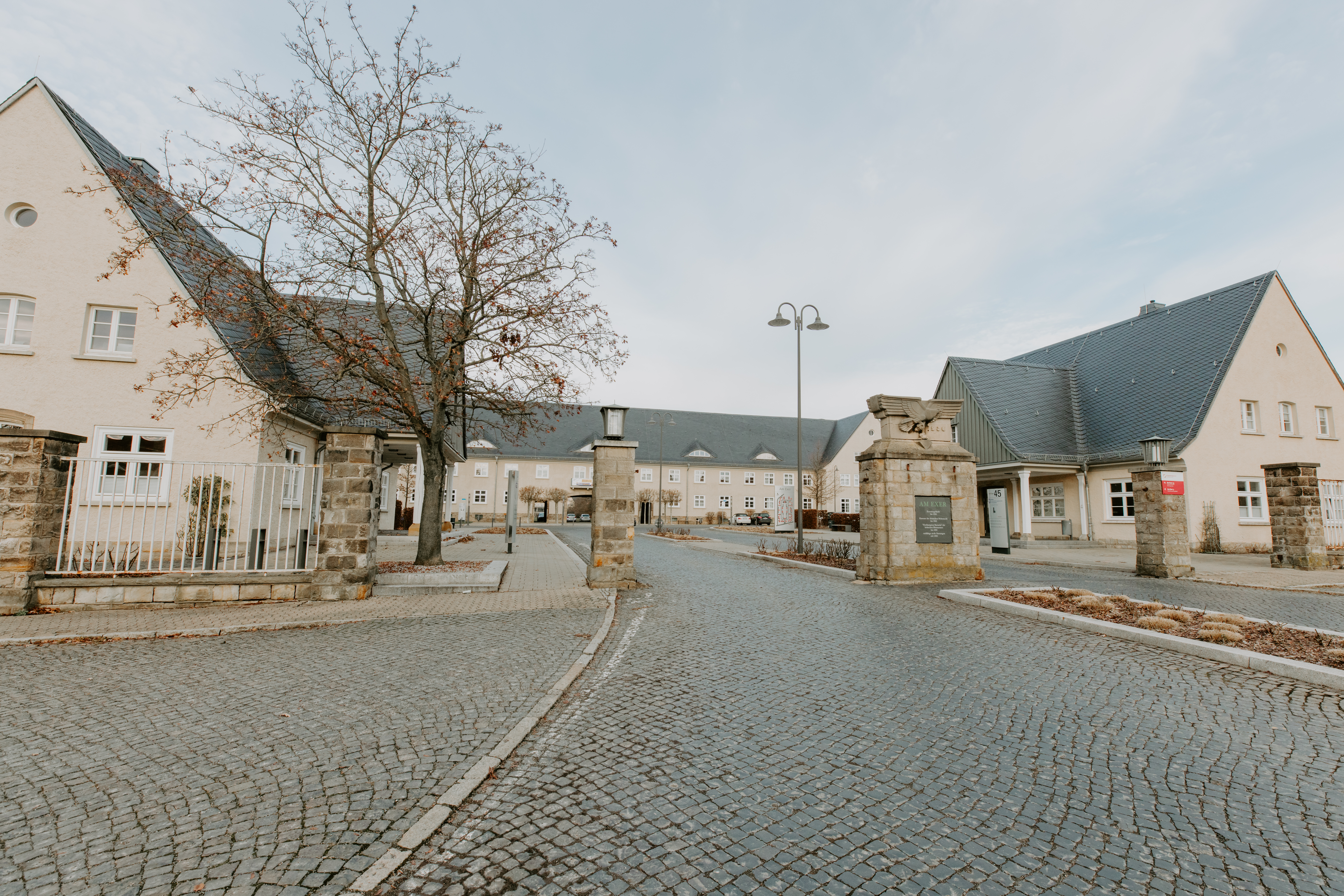
Voormalige Luftwaffe-kazerne Am Exer (1936)

Niet ver ten westen van de stadsdelen Adersheim, Groß Stöckheim en Fümmelse bevinden zich de fabrieken van de Salzgitter-Werke en Volkswagen AG-Salzgitter.
Te Wolfenbüttel vond de uitvinding plaats van de populaire kruidenlikeur Jägermeister. Vandaag wordt het drankje nog gebrouwen naar de geheime receptuur.
In de stad zijn voorts enige middelgrote bedrijven in de metaalsector (machines en machine-onderdelen) gevestigd. Daarnaast zetelt er een aantal kleine en middelgrote dienstverlenende bedrijven. In de dienstverlenende sector is de plaatselijke gevangenis van betekenis, evenals het stedelijke ziekenhuis, dat 300 bedden heeft en door de Georg-August-Universität Göttingen als academisch ziekenhuis wordt beschouwd. Op het dak van het ziekenhuis is een start- en landingsplatform voor een traumahelikopter aanwezig.
Te Wolfenbüttel is, o.a. in een voormalige luchtafweertroepen-kazerne, een hogeschool gevestigd met de naam Ostfalia. Deze heeft ook vestigingen te o.a. Wolfsburg en Salzgitter. Aangeboden wordt hoger beroepsonderwijs, vooral met een technisch karakter. Na een succesvolle studie aan deze hogeschool mag men zich in Duitsland ingenieur noemen. De instelling claimt op haar Engelstalige webpagina's, een universiteit te zijn.
Sedert 2009 heeft Wolfenbüttel een conservatorium (Landesmusikakademie Niedersachsen).
Vanwege de culturele bezienswaardigheden kent Wolfenbüttel verder een niet onbelangrijk toerisme.

## Geschiedenis

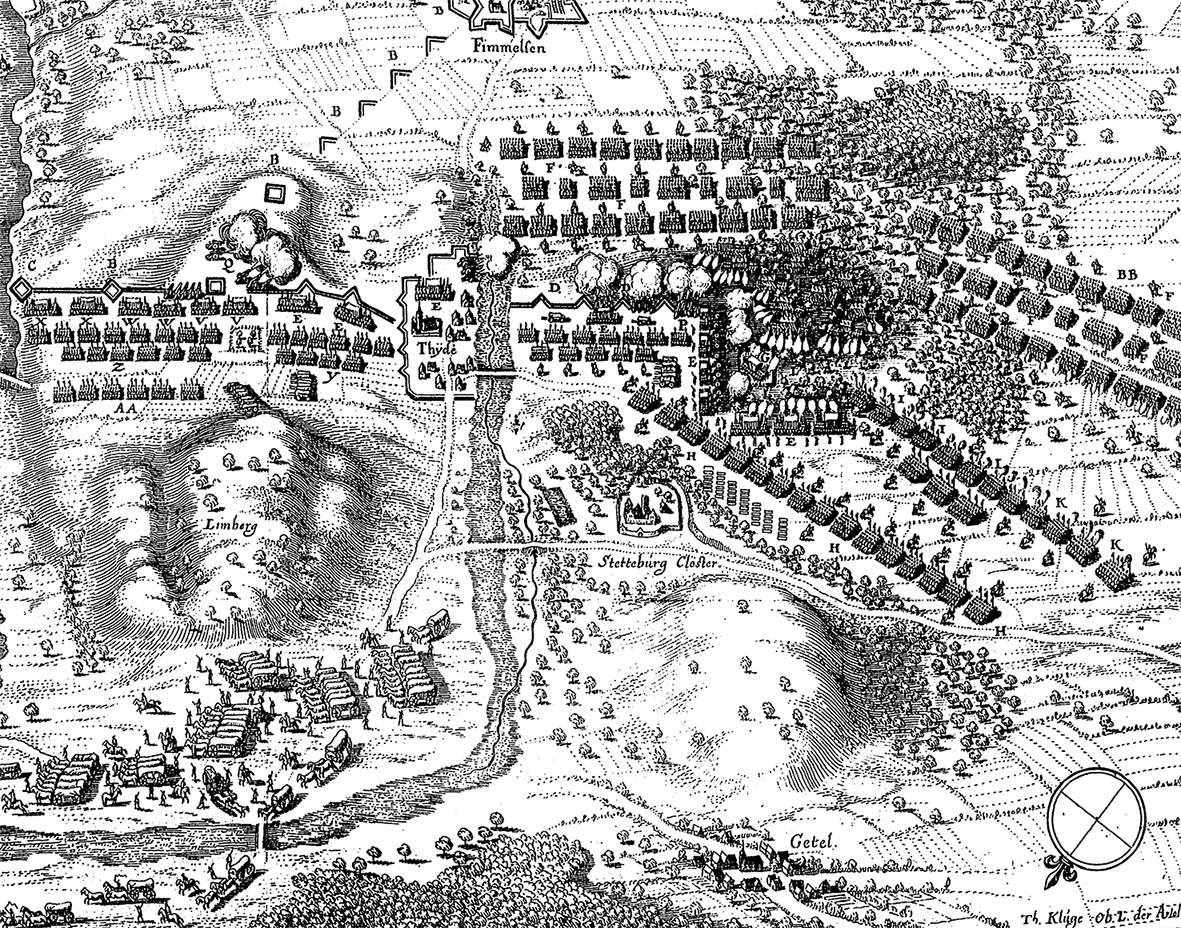
Vergeefse Zweedse aanval op Wolfenbüttel in 1641
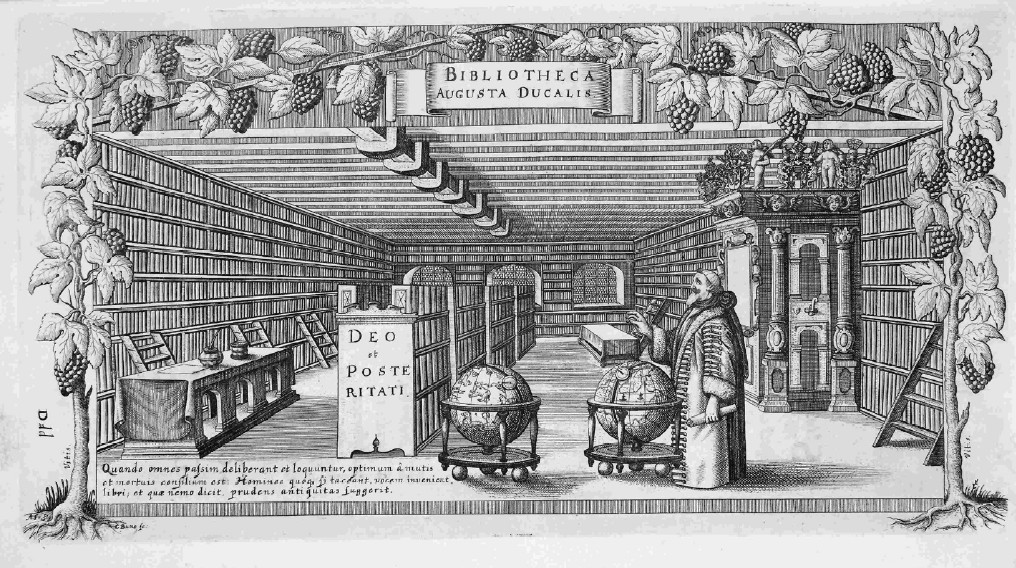
Hertog August de Jonge in zijn bibliotheek, 1650, kopergravure door Conrad Buno
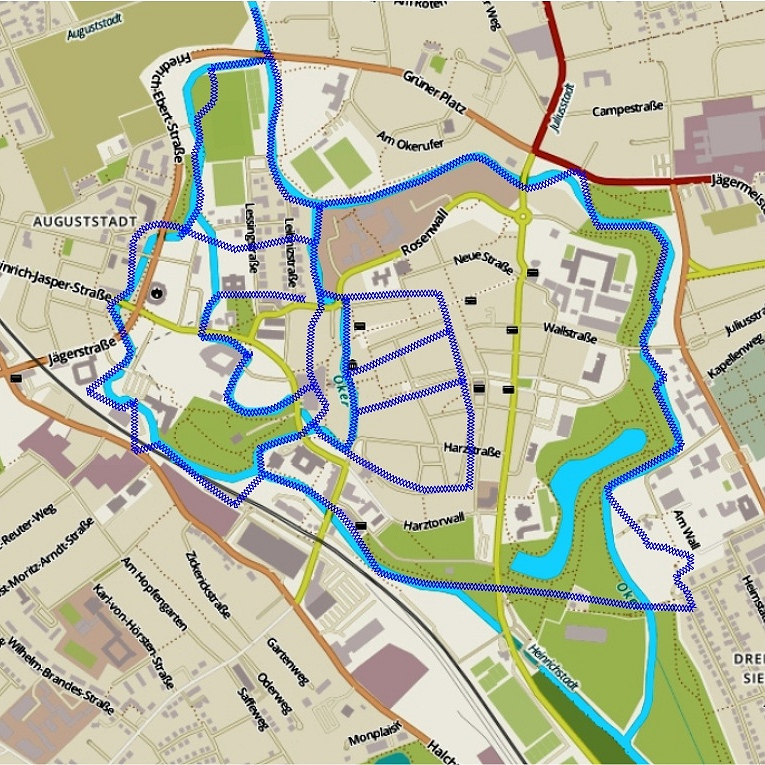
Centrumkaart met de loop van de Oker anno 2015, en in ribbels, donkerblauw, de grachten en de rivier anno 1741
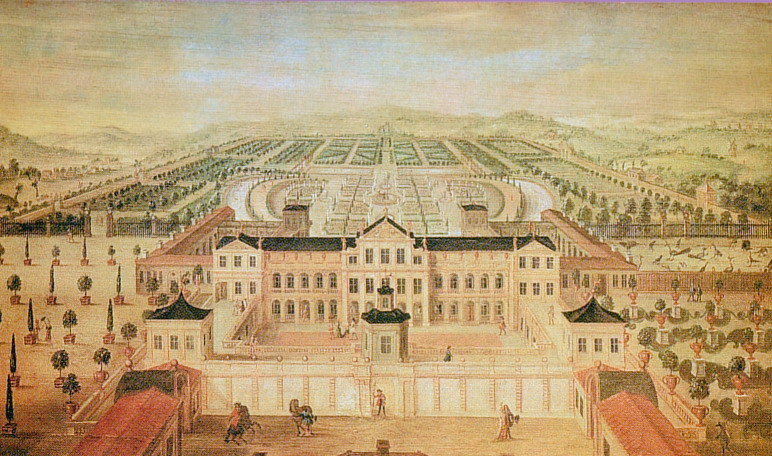
Kasteel Salzdahlum, 1721
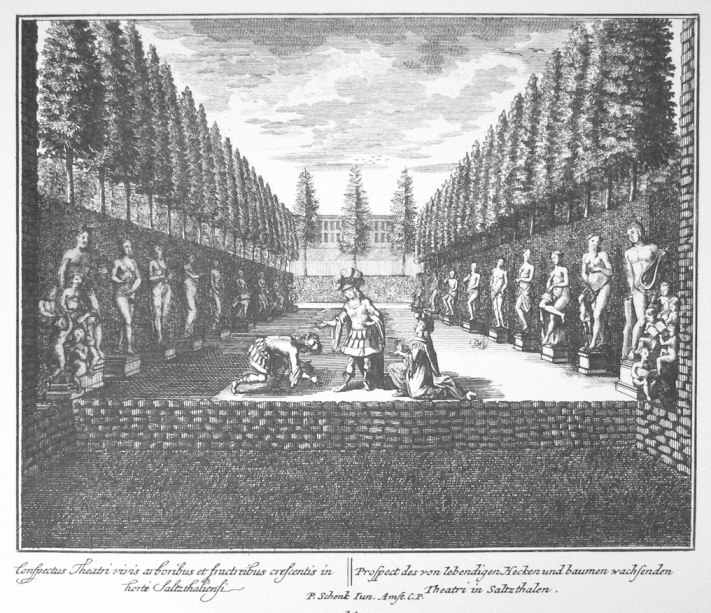
18e-eeuwse toneeluitvoering in het park van dit kasteel
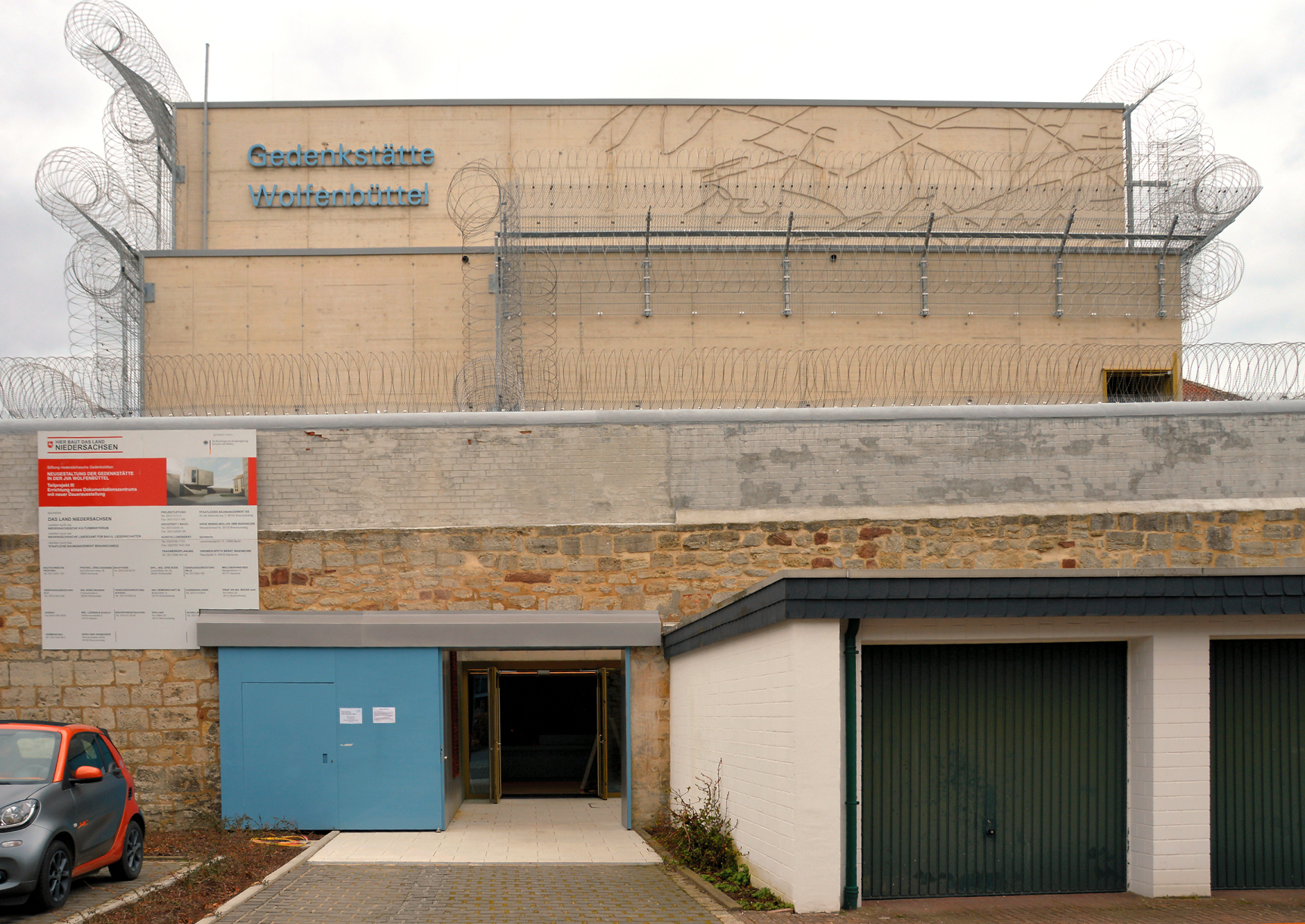
Ingang van het in 2019 geopende documentatiecentrum van de gedenkplaats in de JVA (gevangenis) Wolfenbüttel
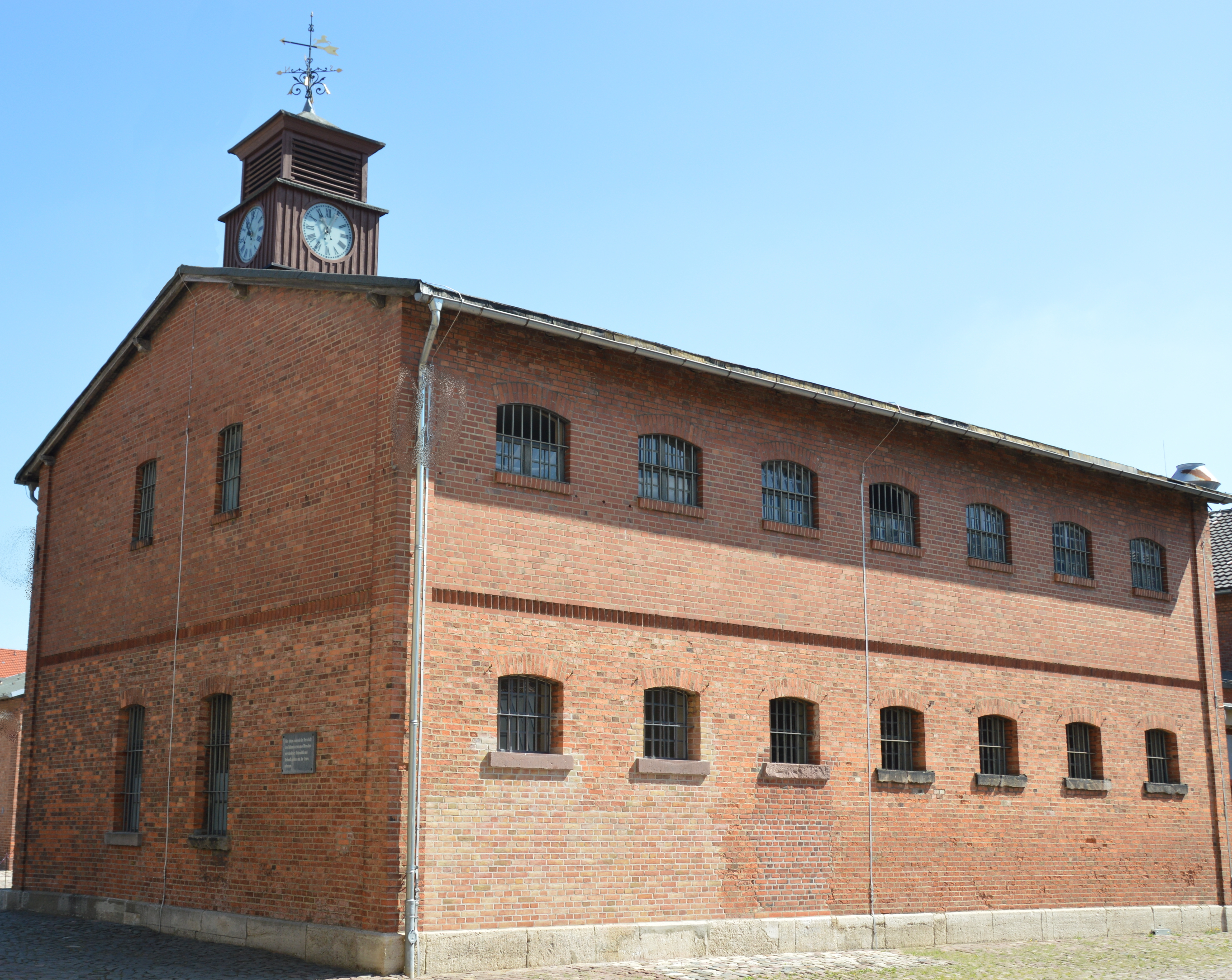
Voormalig executiegebouw (1938) van de strafgevangenis Wolfenbüttel

Zie ook: Kasteel Wolfenbüttel; Vorstendom Brunswijk-Wolfenbüttel.
De naam van de stad is samengesteld uit een oude, Germaanse persoonsnaam, die met Wolf- begint en het naamelement -büttel. Dit laatste is het tweede lid van veel, in de vroege middeleeuwen ontstane, Noord-Duitse plaatsnamen, o.a. rond Brunsbüttel in het westen van Sleeswijk-Holstein en in de omgeving van de Samtgemeinde Papenteich (ten noorden van Braunschweig). De betekenis van -büttel is vermoedelijk: woonplaats, vergelijk Fries: -buren. Er bestaat geen enkel etymologisch verband met het huidige Duitse woord Büttel, dat beul betekent.
In het begin van de 12e eeuw leefde een edelman, een zekere Widekind, die bij het dorpje Wulferisbuttle bij een voorde in de rivier de Oker een kasteel liet bouwen. Het kasteel komt voor het eerst voor in een document, dat met het overlijden in 1118 van deze Widekind samenhangt. Het lag strategisch aan een langeafstands-handelsroute tussen plaatsen aan de rivieren Rijn en Elbe. Het kasteel was vanaf het begin ook bedoeld als veilig logeeradres voor doortrekkende pelgrims. In de nabijheid ontstond reeds vóór 888 het dorp Dalhem (Salzdahlum). Hier bevond zich een zouthoudende bron, waar van ca. 1300 tot 1853 een zoutziederij werd geëxploiteerd.
Van 1432 tot 1753 was Kasteel Wolfenbüttel de residentie van het Welfische Vorstendom Brunswijk-Wolfenbüttel. Hierdoor werd het economische en culturele leven in de stad, vooral vanaf plm. 1570, sterk gestimuleerd. In 1753 verplaatsten de hertogen de residentie naar het Residenzschloss te Braunschweig.
Van 1542 tot 1547 was Wolfenbüttel bezet door soldaten van het Schmalkaldisch Verbond onder commandant Bernhard von Mila, die zich regelmatig aan geweld te buiten gingen. In 1542 hadden de hertogen van Brunswijk-Wolfenbüttel, evenals die van het Hertogdom Brunswijk-Lüneburg, zich bij deze luthers gezinde coalitie aangesloten.
Hertog Julius voerde in 1568, direct na zijn machtsovername, de Reformatie door, waarna de meeste christenen in zijn staat evangelisch-luthers werden. Tot op de huidige dag is het aantal protestanten te Wolfenbüttel en de bijbehorende dorpen veel groter dan het aantal rooms-katholieken. Alle in dit artikel vermelde kerkgebouwen zijn dan ook evangelisch-luthers, tenzij anders vermeld. In 1571 liet hertog Julius de wijk Heinrichstadt rondom het kasteel moderniseren, evenals de vestingwerken om de stad heen. Julius gaf de vestingbouwer Hans Vredeman de Vries in 1585 opdracht, Wolfenbüttel te voorzien van grachten naar Hollands voorbeeld, zowel t.b.v. verdedigingswerken, waterbeheer als scheepvaart. Ook verleende hij aan Heinrichstadt het marktrecht. Julius liet ook ertsmijnen in het Harzgebergte aanleggen, en zorgde, dat de Oker bevaarbaar werd voor kleine schepen tussen de Harz en Wolfenbüttel. In de stad werd het Arsenaal (Zeughaus) gebouwd, en er werden voor die tijd goede kanonnen en kanonskogels gemaakt. De aanwezigheid van een militair garnizoen van opeenvolgende heersers, met diverse kazernes, zou van plm. 1585 tot 1994 duren.
Hertog Hendrik Julius, een groot toneelkunstliefhebber, liet in het kasteel van de stad een theater inrichten, en bewerkte, dat Wolfenbüttel in 1592 als eerste Duitse stad een permanent toneelgezelschap kreeg, al bestond dit aanvankelijk vooral uit acteurs uit Engeland. Hendrik Julius liet in de stad ook de nieuwe Mariakerk bouwen, die, ondanks de in 1618 uitgebroken Dertigjarige Oorlog, in 1624 werd voltooid.
Tussen 1590 en 1620 werden in Wolfenbüttel 114 personen, meest vrouwen, wegens vermeende hekserij berecht. Van 50 slachtoffers hiervan is bekend, dat zij de dood op de brandstapel moesten sterven.
In het najaar van 1626, tijdens de Dertigjarige Oorlog, had de protestantse partij de Slag bij Lutter verloren. De katholieke troepen rukten toen tegen Wolfenbüttel op. Zij werden aangevoerd door de roemruchte krijgsheren Tilly en Gottfried Heinrich zu Pappenheim.
Na een beleg van 140 dagen dwong Pappenheim in december 1626 de sterkste vesting in Noord-Duitsland tot overgave, door de loop van de Oker te verleggen, zodat de stad blank kwam te staan en zich aan de katholieke coalitie moest overgeven. In 1634 werd Johann von Reuschenberg commandant van de vesting Wolfenbüttel. In 1641 probeerden de Zweden, de stad voor de protestantse zijde te heroveren door dezelfde krijgslist als die van Pappenheim eind 1626. De troepen van Reuschenberg sloegen deze aanval af. Reuschenberg bleef commandant van Wolfenbüttel tot 1643. Op grond van vredesakkoorden daarna, die bij de Vrede van Münster in 1648 werden bevestigd, werd het Welfische, protestantse, bestuur over Wolfenbüttel hersteld.
Hertog Anton Ulrich van Brunswijk-Wolfenbüttel (1633-1714) liet in 1694 te Salzdahlum bij Wolfenbüttel een weelderig, door het Kasteel van Versailles geïnspireerd lustslot bouwen. Bij het gebouw werd een grote baroktuin met openluchttheater aangelegd, waar ook opera's werden uitgevoerd. In dit paleisachtige gebouw vond op 12 juni 1733 een koninklijke bruiloft plaats. Elisabeth Christine van Brunswijk-Bevern trouwde er met koning Frederik de Grote van Pruisen. Ook de latere keizerin van Oostenrijk, Elisabeth Christine van Brunswijk-Wolfenbüttel (1691-1750), kleindochter van hertog Anton Ulrich, heeft er enige tijd gelogeerd. Hertog Anton Ulrich bewaarde er ook een kostbare kunstverzameling. In 1813 werd het paleis, dat weliswaar een fraaie stenen façade had, maar grotendeels van goedkoop hout was gebouwd, wegens bouwvalligheid gesloopt. Het paleis had in Noord-Duitsland de spotnaam grootste houten monstruositeit ter wereld. Hertog Anton Ulrich bracht er ook zijn grote schilderijencollectie onder, die in de Napoleontische tijd gedeeltelijk naar het Louvre te Parijs verhuisde, maar in de 19e eeuw deel ging uitmaken van het Herzog Anton Ulrich Museum te Braunschweig. Van het eens zo grootse lustslot resteren alleen nog een tegenwoordig als privé-woning in gebruik zijnd poorthuisje en twee pilasters van de toegangspoort, die een naburig boerenerf sieren.

Van 1786 tot 1928 bestond de joodse Samson-Schule, een school, waar ook niet-joodse kinderen en tieners onderwijs genoten, en die een goede reputatie had. Een in Duits-Joodse kringen beroemde geleerde was de Detmolder Leopold Zunz (1794-1886), die op de Samson-Schule van 1803 tot 1809 leerling was. Ook ging de later beroemde uitvinder Emile Berliner er van 1861, toen hij tien jaar oud was, tot 1865 naar school. De Joodse gemeenschap te Wolfenbüttel bestond vanaf ongeveer 1700 en was twee eeuwen lang tamelijk belangrijk. In 1893 was nog een nieuwe synagoge in gebruik genomen, omdat de vorige te klein was geworden. Na de Kristallnacht van november 1938, waarbij de synagoge werd verwoest, en de daarop volgende uitmoording van de joden door de nazi's is er sinds 1945 geen joodse gemeente meer in de stad aanwezig.
In 1798, in de Franse tijd, werden de vestingwerken geslecht; de grachten, waarin veel vuilnis e.d. werd gedumpt, werden rond 1900 om hygiënische redenen bijna alle gedempt.
Reeds op 1 december 1838 werd Wolfenbüttel aangesloten op het spoorwegnet. Er ontstond, evenals in de buursteden Braunschweig en Salzgitter, een ingewikkeld patroon van rangeersporen, daar de stad aan veel verschillende kleine lijnen lag, mede vanwege de nabijheid van de mijnbouw en staalindustrie van Salzgitter. De meeste industrie in Wolfenbüttel zelf ontstond in de 19e eeuw, maar verdween door uiteenlopende oorzaken tussen 1930 en 2000.
Wolfenbüttel had sinds plm. 1800, en beschikt nog altijd over, een gevangenis. In de nazi-periode was deze berucht, omdat er talrijke politieke gevangenen, maar ook joden, Roma en Sinti, homoseksuelen en anderen, die in Nazi-Duitsland aan vervolging blootstonden, werden opgesloten. Ook werd hier in 1938 een speciaal executiegebouw ingericht. Hier zijn tot maart 1945 in totaal 526 mensen, onder wie ook vrouwen, Franse en andere buitenlandse verzetsstrijders en joden, door middel van de guillotine ter dood gebracht. Eind 1946 is hier nog, op dezelfde wijze, door de geallieerden een door hen ter dood veroordeelde Duitse oorlogsmisdadiger, Willi Herold, geëxecuteerd. Na de oorlog is hier een herdenkingscentrum met een permanente tentoonstelling ingericht.
Aan de Bundesstraße 248, op en juist ten westen van de gemeentegrens met Salzgitter (Ortsteil Watenstedt) direct ten westen van het dorp Leinde, bevond zich van 1941 tot 1945 een krijgsgevangenenkamp, vanaf 1944 concentratiekamp, van de nazi's. Dit KZ Watenstedt/Leinde was een door de SS bestuurd buitenkamp (Außenlager) van kamp Salzgitter-Drütte, wat op zijn beurt een buitencommando van kamp Neuengamme was. De enkele duizenden gevangenen in dit kamp moesten onder soms opzettelijk onmenselijk gemaakte omstandigheden (Tod durch Arbeit, zich doodwerken) in de staalindustrie van de Hermann-Goering-Werke, waar granaten en andere wapens voor Nazi-Duitsland werden gemaakt. Vele honderden gevangenen, onder wie in 1945 ook een klein aantal vrouwen, overleefden hier de honger en andere ontberingen, martelingen, ziektes en executies niet. Op 7 april 1945 naderden de oprukkende geallieerde troepen de streek. De SS ontruimde toen alle kampen rondom Salzgitter. De gevangenen van kamp KZ Watenstedt/Leinde werden in treinen naar concentratiekamp Ravensbrück overgebracht. De locatie van het kamp is nu een deel van de staalindustrieterreinen van Salzgitter-Watenstedt.
Gedurende de Tweede Wereldoorlog werd Wolfenbüttel enige keren door geallieerde vliegtuigen gebombardeerd, doch veel minder zwaar dan het naburige Braunschweig. Op 11 april 1945 werd de stad door de Britten bezet.

### Kernafval
Nabij Wolfenbüttel is een voormalige zoutmijn in gebruik als afvaldepot voor radioactief afval. De naam van het complex is Asse II, tien km ten zuidoosten van de stad. Het radioactieve afval moet, vanwege een te groot risico voor schade aan het milieu in geval van lekkage van zout water, uiterlijk in 2033 worden verwijderd.

## Cultuur, bezienswaardigheden, recreatie
- Kasteel Wolfenbüttel, tot 1754 hertogelijke residentie
- Tot de grote culturele instellingen in deze stad behoort de Herzog August Bibliothek, een van de belangrijkste in Noord-Europa, gesticht in 1572, met een schat aan middeleeuwse boeken. Bij de dood van August II van Brunswijk-Lüneburg, een fervent verzamelaar, bezat de bibliotheek 35.000 boekdelen. Gottfried Wilhelm Leibniz was er van 1690 tot 1716 bibliothecaris en ordende de collectie om ze open te stellen voor wetenschappers.
- De dienstwoning, en plaats van overlijden, van Gotthold Ephraim Lessing, het Lessinghaus, dat organisatorisch een onderdeel van de Herzog-August-Bibliothek is, herbergt een aan deze schrijver en diens werk gewijd museum.
- Het zogenaamde Kleine Schloss werd in 1643 gebouwd; het nog bestaande gedeelte dateert echter van 1730 en is particulier bewoond. Het was van 1687 tot 1712 een zogenaamde Ritterakademie. Dit was een opleidingsinstituut voor adellijke jongemannen, dat in de 17e en 18e eeuw in zwang was. Zij leerden hier doorgaans o.a. paardrijden, schermen, omgaan met de vuurwapens van die tijd, technieken voor het man-tegen-man-gevecht, vreemde talen, de beginselen van geschied- en rechtswetenschappen, van wiskunde en theologie, alsmede beleefde conversatie en dansen.
- De cultuurhistorisch belangrijkste kerkgebouwen zijn:
  - de ruim vierhonderd jaar oude Mariakerk (1608), met de grafkapel van de Welfen, een uitzonderlijk altaar, kansel en orgel. Het was de eerste grote protestantse kerk in Noord-Duitsland.
  - de in 1719 voltooide, barokke Trinitatiskirche (Kerk van de H.Drie-eenheid), architect: Hermann Korb
  - Enkele dorpen rondom de stad hebben een bezienswaardige oude dorpskerk; met name de Romaanse, Sint-Brictiuskerk te Linden, die reeds in 1118 gebouwd werd in opdracht van het sticht Steterburg in het huidige Salzgitter-Thiede, verdient vermelding.
- De binnenstad van Wolfenbüttel is schilderachtig. Er staan circa 600 huizen, waarvan vele in vakwerkstijl, die onder monumentenzorg staan. Het straatje Klein Venedig aan de Oker is een restant van de 16e-eeuwse grachten in de stad.
- Ten zuidwesten van stadsdeel Halchter strekt zich een groot bos uit met de naam Oderwald.
- De zwemplas Fümmelsee (1,3 hectare) ligt aan de A 36 ten noordoosten van Wolfenbüttel-Fümmelse.

- Een bijzonder natuurlijk fenomeen is de zoutgracht van Salzdahlum, waar zout water, dat uit een natuurlijke bron komt, doorheen loopt. Dit kleine natuurmonument wordt als ecologisch bijzonder waardevol beschouwd. In deze regio zeldzame duinplanten, zoals de zulte of strandaster, de zilte schijnspurrie, heelblaadjes en melkkruid, zijn er waargenomen.

## Bekende inwoners van Wolfenbüttel

### Geboren te Wolfenbüttel

#### Hoog-adellijke personen

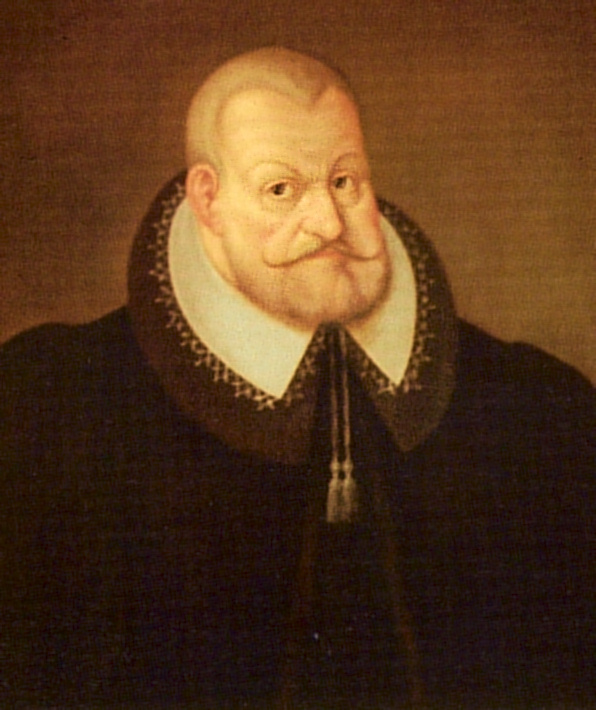
Anoniem portret van hertog Julius (geb. 1529)
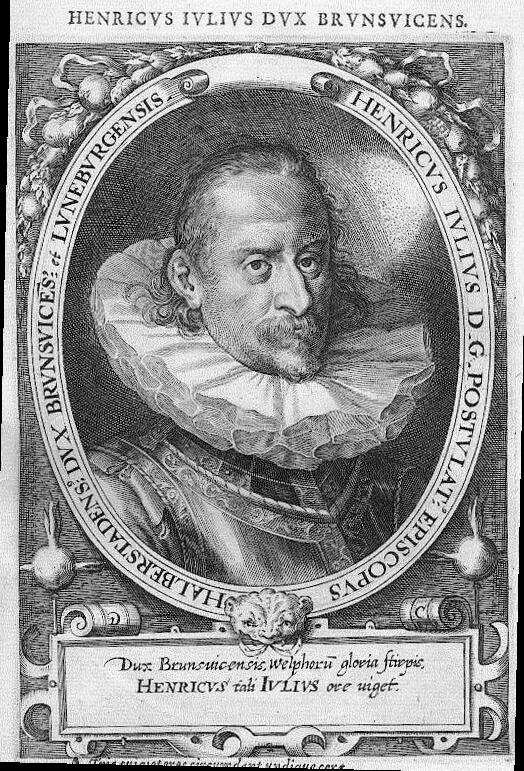
Getekend portret van hertog Hendrik Julius (geb. 1564)

- Julius (1529-1589), hertog van Brunswijk-Wolfenbüttel, voerde de Reformatie door
- Hendrik Julius (1564-1613), hertog van Brunswijk-Wolfenbüttel en schrijver van toneelstukken
- Frederik Ulrich (1591-1634), hertog van Brunswijk-Wolfenbüttel en alcoholist
- Sophia Hedwig (1592-1642), hertogin van Brunswijk-Wolfenbüttel en gravin van Spiegelberg
- August Willem (1662-1731), hertog van Brunswijk-Wolfenbüttel en kunstliefhebber
- Lodewijk Rudolf (1671-1735), hertog van Brunswijk-Wolfenbüttel en grootvader van keizerin Maria Theresia
- Elisabeth Christine van Brunswijk-Bevern (1715-1797), koningin van Pruisen en echtgenote van Frederik de Grote
- Lodewijk Ernst van Brunswijk-Lüneburg-Bevern (1718-1788), hertog van Koerland en geheim raadgever van stadhouder Willem V
- Karel Willem Ferdinand van Brunswijk (1735-1806), Pruisisch veldmaarschalk en in 1787 bezetter van de Republiek
- Anna Amalia van Brunswijk (1739-1807), hertogin van Saksen-Weimar-Eisenach en haalde Goethe naar Weimar
- Elisabeth van Brunswijk-Wolfenbüttel (1746-1840), echtgenote van Frederik Willem II van Pruisen

#### Overigen
- Johann Julius Walbaum, (1724-1799), arts en natuuronderzoeker
- Philipp Samson (2 maart 1743 - 4 december 1805 ibidem) Joods hertogelijk bankier, oprichter van de Samson-school
- Karl Wilhelm Jerusalem (21 maart 1747 - 30 oktober 1772 in Wetzlar), jurist; zijn zelfdoding na een ongelukkige liefde was het "voorbeeld" voor de romanfiguur, die hoofdpersoon werd in Goethes bekende briefroman Die Leiden des jungen Werthers.
- Karl Mollweide (1774−1825), wiskundige en astronoom. Hij staat bekend om de Mollweideprojectie.
- Georg Scholz (* 10 oktober 1890 in Wolfenbüttel; † 27 november 1945 in Waldkirch), schilder in de kunstrichting Nieuwe zakelijkheid, door de nazi's als entartet beschouwd
- Maina-Miriam Munsky (1943-1999), kunstschilderes, in de jaren-1970 bekend door realistische schilderijen van geboortes, operaties e.d.[4]
- Detlev Schmidtchen (1954), rockmuzikant, o.a. van 1976 tot 1979 toetsenist in de band Eloy
- Tine Schneider (in 1956 als Christine Schneider), jazzpianiste, trad op met o.a. Ack van Rooyen, van 1986-2002 docente aan het conservatorium van Amsterdam.
- Arnd Peiffer (1987), biatleet

### Overleden te Wolfenbüttel
- Paul Francke (* ca. 1537 in Weimar; † 10 november 1615 in Wolfenbüttel), architect van kerken en kastelen in de Wezerrenaissance, lange tijd in hertogelijke dienst; hij ontwierp onder andere de Marienkirche (1608) en het Zeughaus (1619) te Wolfenbüttel en Schloss Salder, dat tegenwoordig het stedelijke museum van Salzgitter huisvest.
- Anna Maria Zieglerin (ca 1550-1575), alchemiste, op de brandstapel ter dood gebracht
- Michael Praetorius (1571-1621), componist
- August van Brunswijk-Wolfenbüttel of August II, (Dannenberg (Elbe), 10 april 1579 - Wolfenbüttel, 17 september 1666), bijg. de Jonge, hertog van 1635-1666, liet vanaf 1644 zijn bibliotheek van o.a. Hitzacker naar Wolfenbüttel overbrengen
- Justus Oldekop (* 1597 in Hildesheim; † 19 februari 1667), jurist, diplomaat, actief tegenstander van de heksenprocessen in zijn tijd
- Justus Georg Schottel (Einbeck, 23 juni 1612 – Wolfenbüttel, 25 oktober 1676), dichter en taalkundige
- Conrad Buno[5] (* 1613 in Hessisch-Frankenberg; † 22 mei 1671 in Wolfenbüttel), kopergraveur, uitgever, tekenaar en boekhandelaar; veel van zijn werk is door Caspar Merian gekopieerd of bewerkt en in diens topografische prentenatlassen opgenomen.
- Johann Rosenmüller (ca. 1619-1684), Duits componist, begraven te Wolfenbüttel, vermoedelijk aldaar ook overleden; schrijver van o.a. cantates voor tijdens kerkdiensten
- Anton Ulrich van Brunswijk-Wolfenbüttel (1633-1714, te Salzdahlum), hertog en veelzijdig kunst- en muziekliefhebber; naar hem is het al in 1754 opgerichte Herzog Anton Ulrich Museum te Braunschweig genoemd.
- Hermann Korb (1656–1735), architect, hertogelijk bouwmeester, ontwerper van o.a. de Trinitatiskirche te Wolfenbüttel en het Residenzschloss (1717) te Braunschweig
- Georg Österreich (gedoopt te Maagdenburg op 17 maart 1664; vermoedelijk te Wolfenbüttel overleden 6 juni 1735), barokcomponist en belangrijk verzamelaar van bladmuziek
- Anna Vorwerk (12 april 1839 in Königslutter - 18 november 1900 in Wolfenbüttel), vrouwenrechten-activiste, lerares en oprichtster van de meisjesschool in het kasteel van Wolfenbüttel
- Marguerite Bervoets (1914 -1944), Belgisch verzetsstrijdster, in de gevangenis van Wolfenbüttel onthoofd door de nazi's

### Overige persoonlijkheden in relatie tot de stad Wolfenbüttel
In de stad woonden of werkten de volgende bekende of beroemde personen:
- Hans Vredeman de Vries (1527-1609), Nederlands architect, legde in opdracht van hertog Julius een grachtensysteem rondom de stad Wolfenbüttel aan
- Foppe van Aitzema (1580-1637), Nederlands diplomaat tijdens de Dertigjarige Oorlog, voerde te Wolfenbüttel en Braunschweig enige malen diplomatiek overleg met de hertogen
- Johannes Ernst baron von Reuschenberg zu Setterich, (verkort: Johann von Reuschenberg of Rauschenberg, geboren in 1603 te Setterich, overleden op 31 maart 1660 te Keulen, belangrijk en succesvol veldheer van de katholieke coalitie tijdens de tweede helft van de Dertigjarige Oorlog
- Gottfried Wilhelm Leibniz (1646-1716), van 1690 tot 1716 bibliothecaris van de Herzog August Bibliothek; hij ordende de collectie om ze open te stellen voor wetenschappers.
- Antonius Guilielmus Amo Afer (Goudkust, Ghana, omstreeks 1703 – vermoedelijk Ghana, na 1753), Ghanees filosoof en docent in de wijsbegeerte, lange tijd inwoner van Wolfenbüttel, waar hij aan het hertogelijk hof woonde en studeerde
- Carl Heinrich Graun (1705-1759), componist, enige tijd aan het hertogelijk hof verbonden
- Karl Friedrich Hieronymus von Münchhausen, de bekende leugenbaron ; was in zijn tienerjaren page van hertog Anton Ulrich van Brunswijk-Wolfenbüttel (1714-1774)
- Gotthold Ephraim Lessing (1729-1781), dichter, toneelschrijver; vanaf 1770 hertogelijk bibliothecaris te Wolfenbüttel; Lessing schreef in Wolfenbüttel twee van zijn bekendste toneelstukken, te weten Emilia Galotti en Nathan der Weise.
- Wilhelm Raabe (Eschershausen, 8 september 1831 – Brunswijk, 15 november 1910), schrijver, woonde verscheidene jaren te Wolfenbüttel

## Galerij

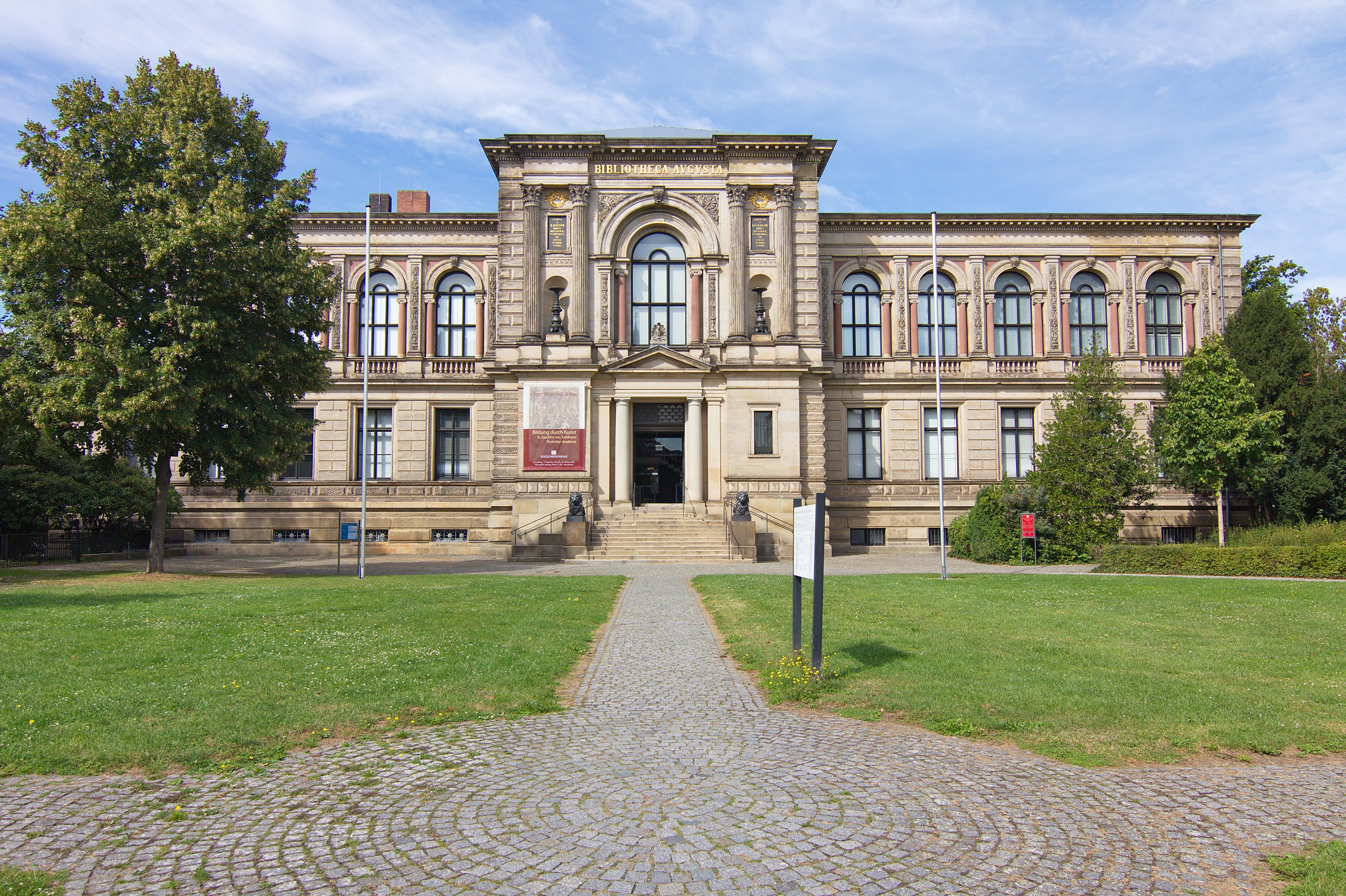
Hoofdgebouw Herzog-August-Bibliothek (1886)
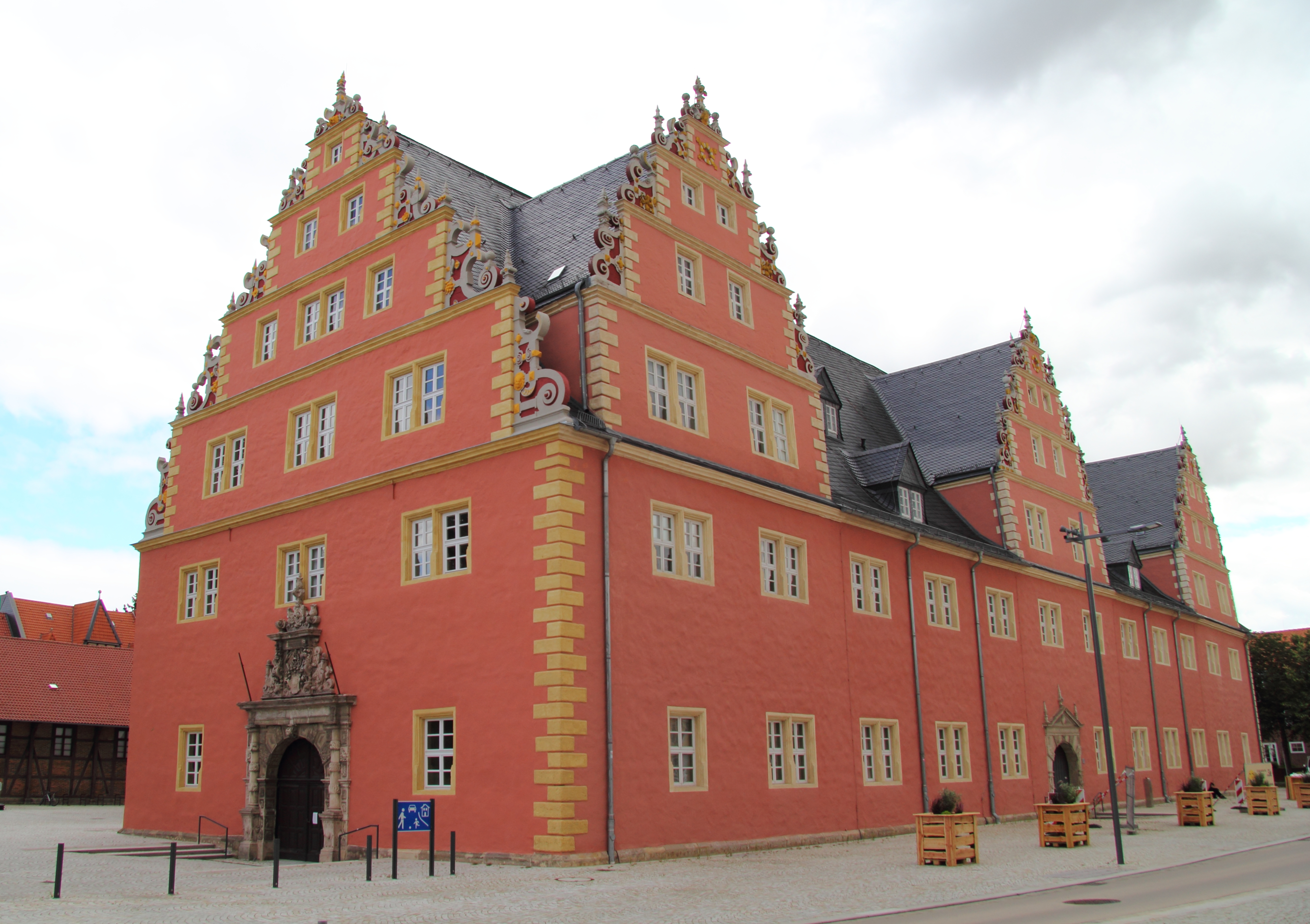
Arsenaal (Zeughaus, bouwjaar 1619), in gebruik bij de Hertog-August-Bibliotheek
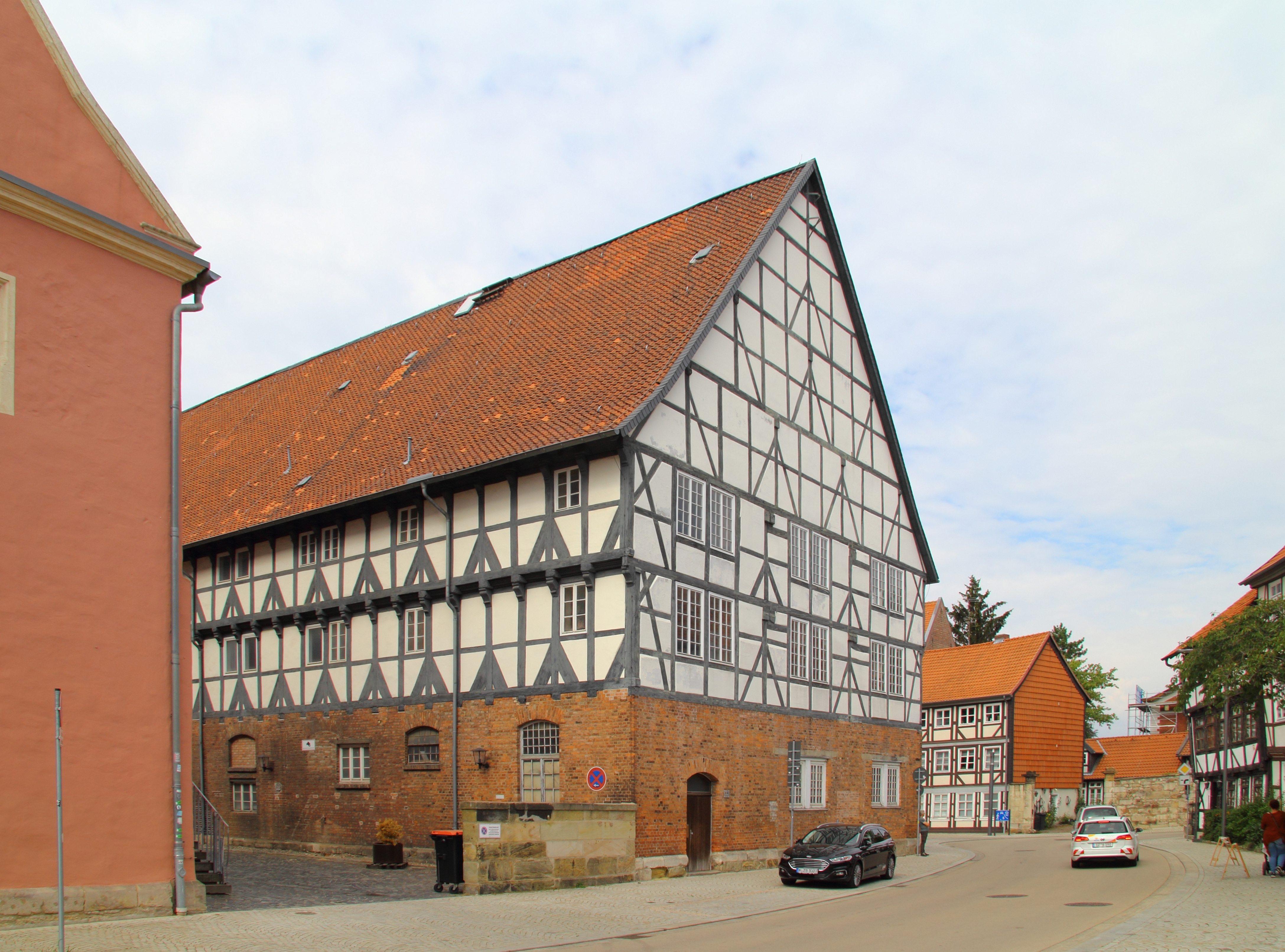
Graanspieker (Kornspeicher, bouwjaar 1652), naast het Zeughaus, thans depot van de Hertog-August-Bibliotheek
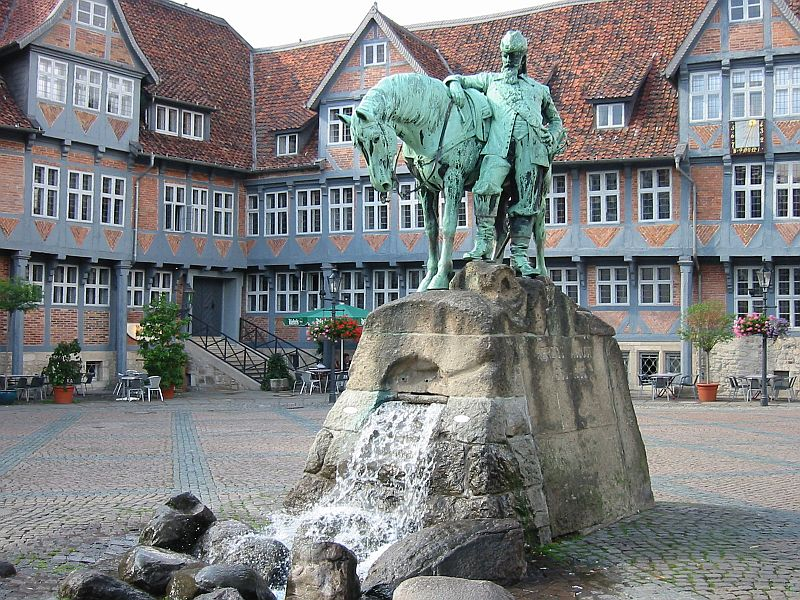
Monument voor hertog August II op het marktplein van Wolfenbüttel
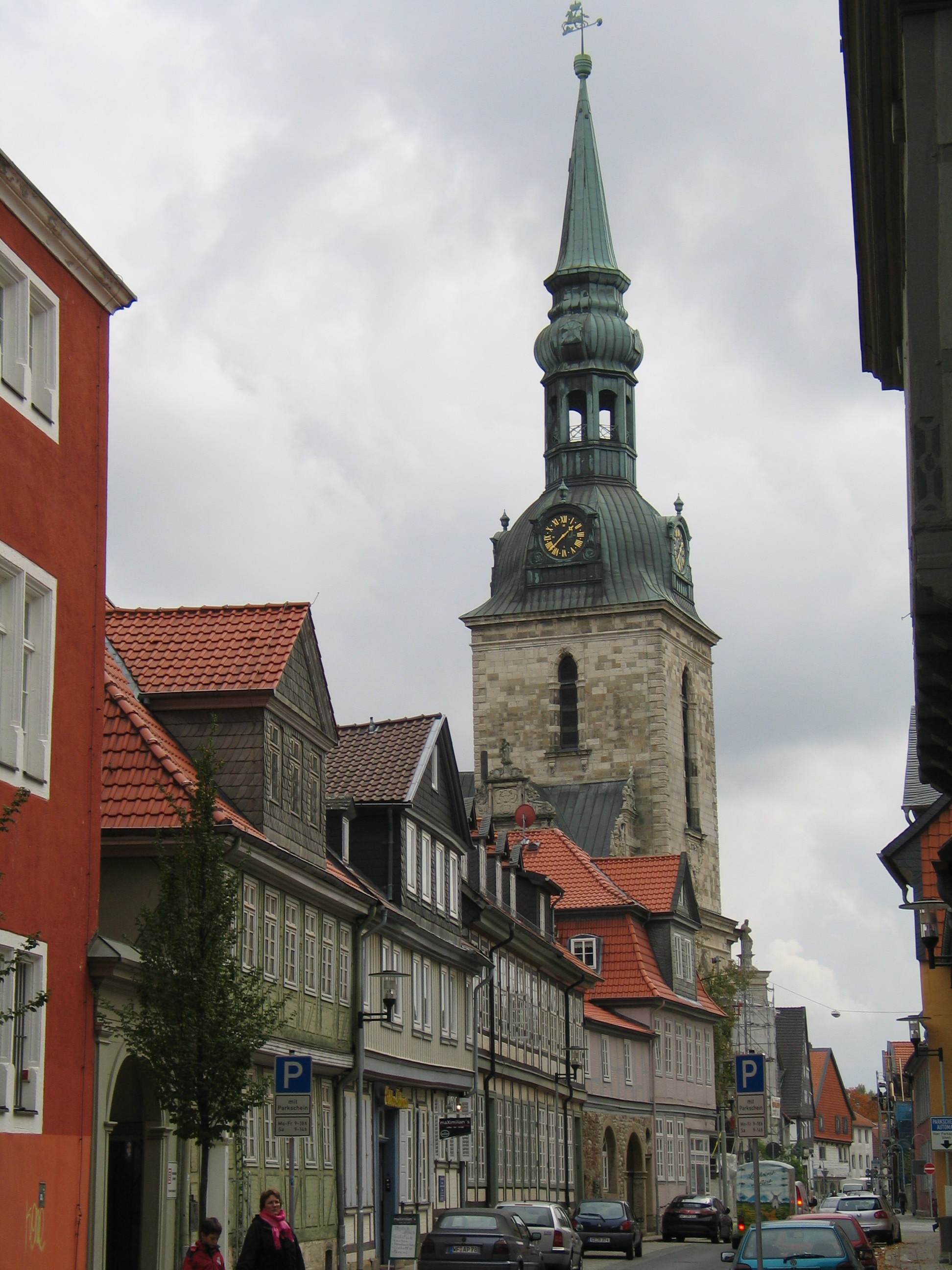
Toren van de evang.-lutherse Mariakerk in Wolfenbüttel (bouwperiode: 1608-1624)
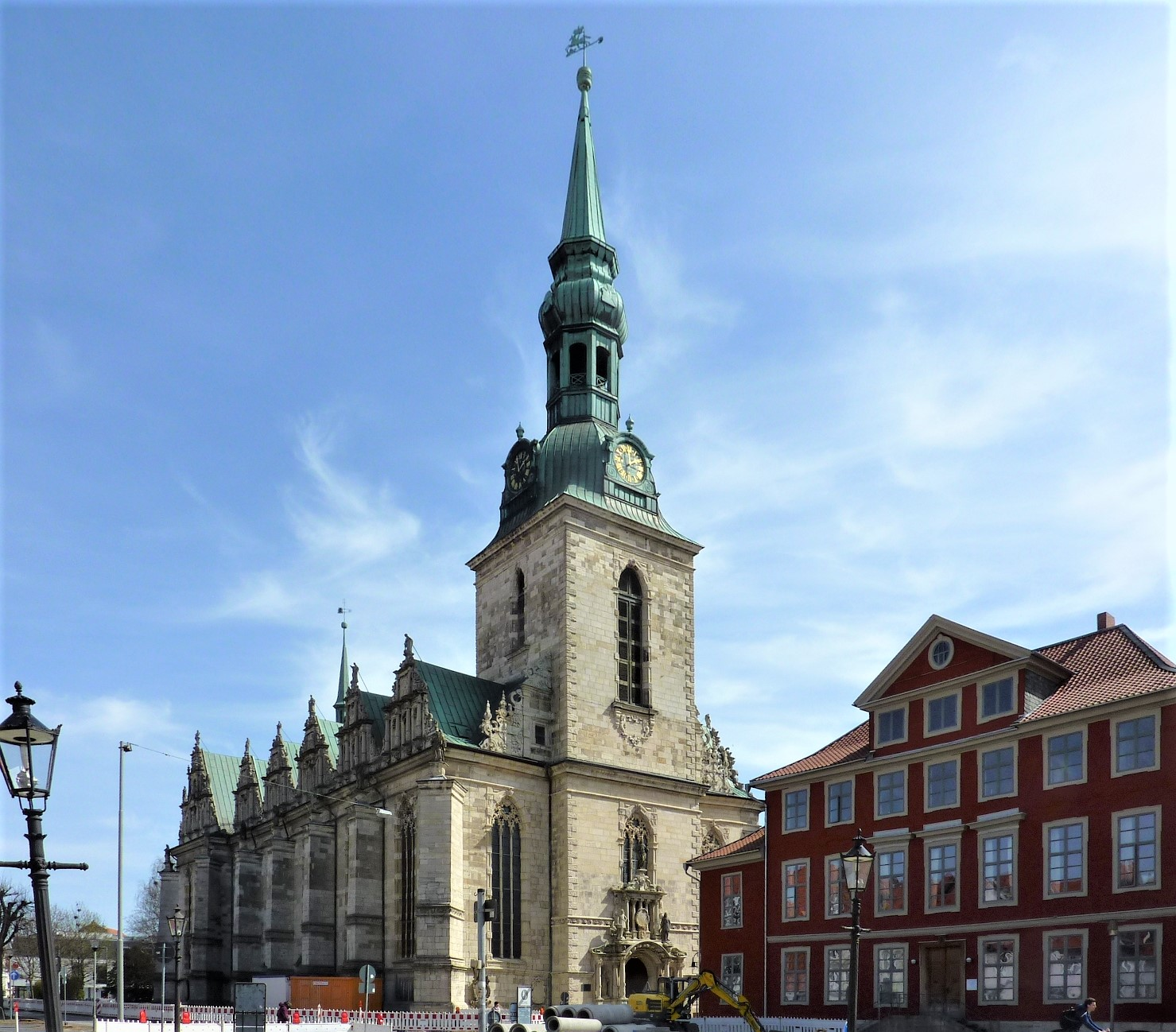
Mariakerk[6] van Wolfenbüttel (1608-1624)
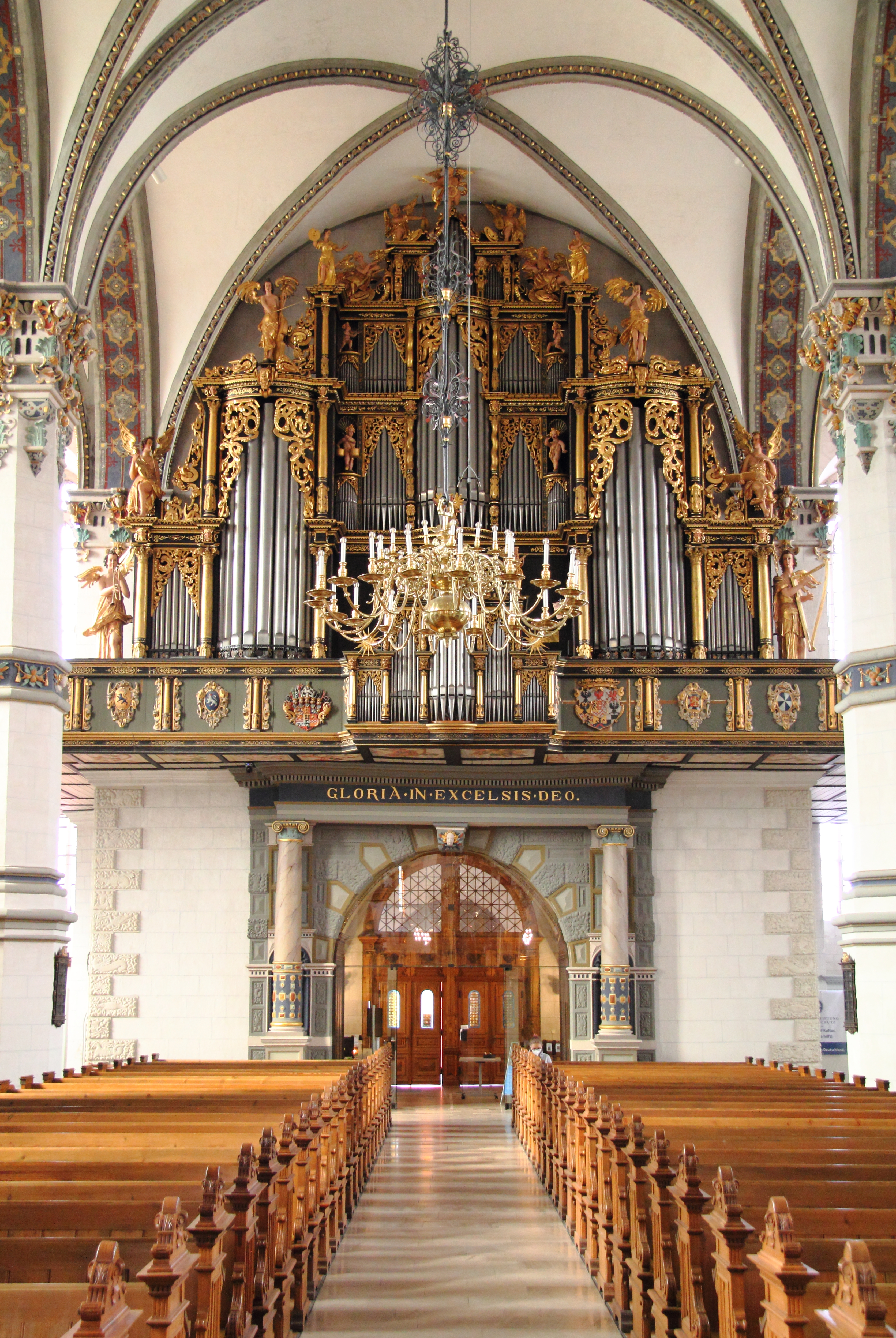
Orgel in deze kerk
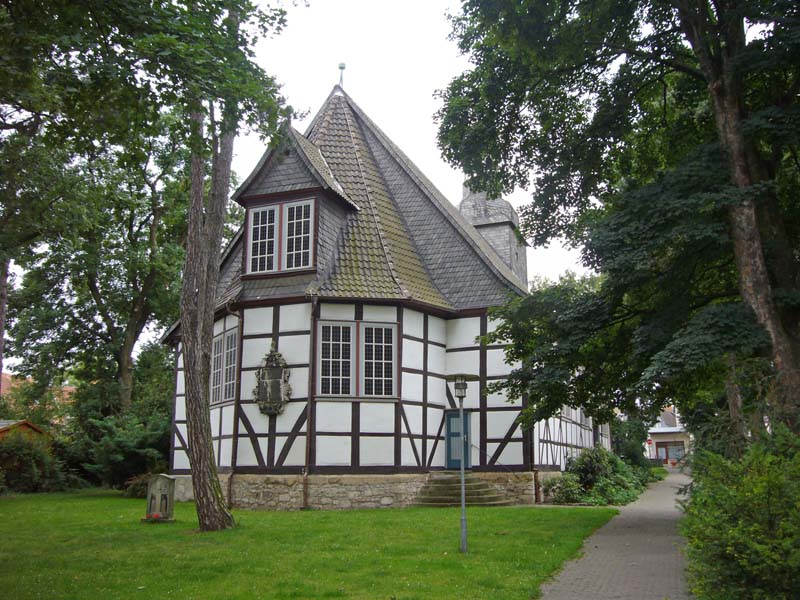
17e-eeuwse Johanneskerk, in de wijk Auguststadt
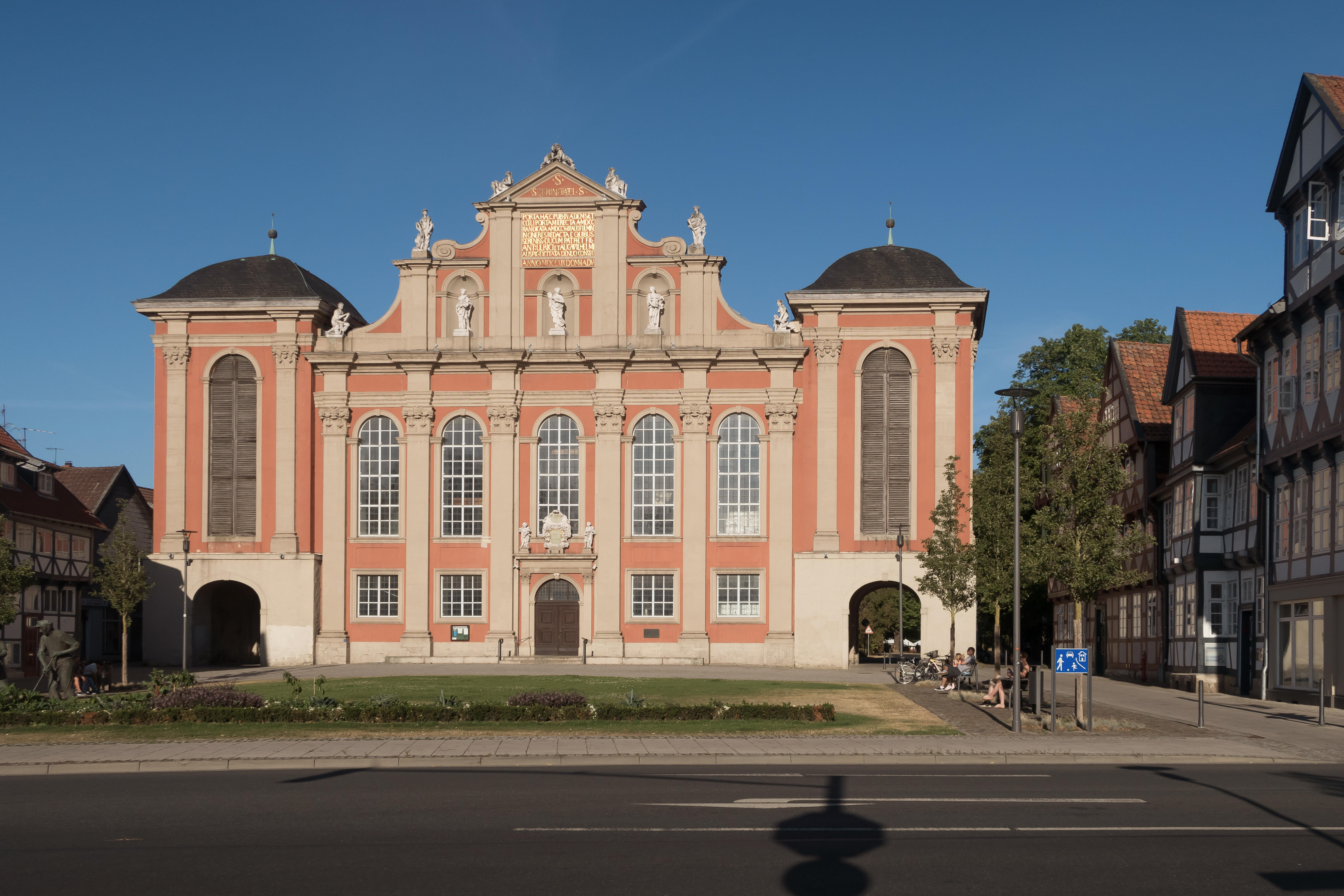
Trinitatiskirche, barokstijl (1716-1719); architect:
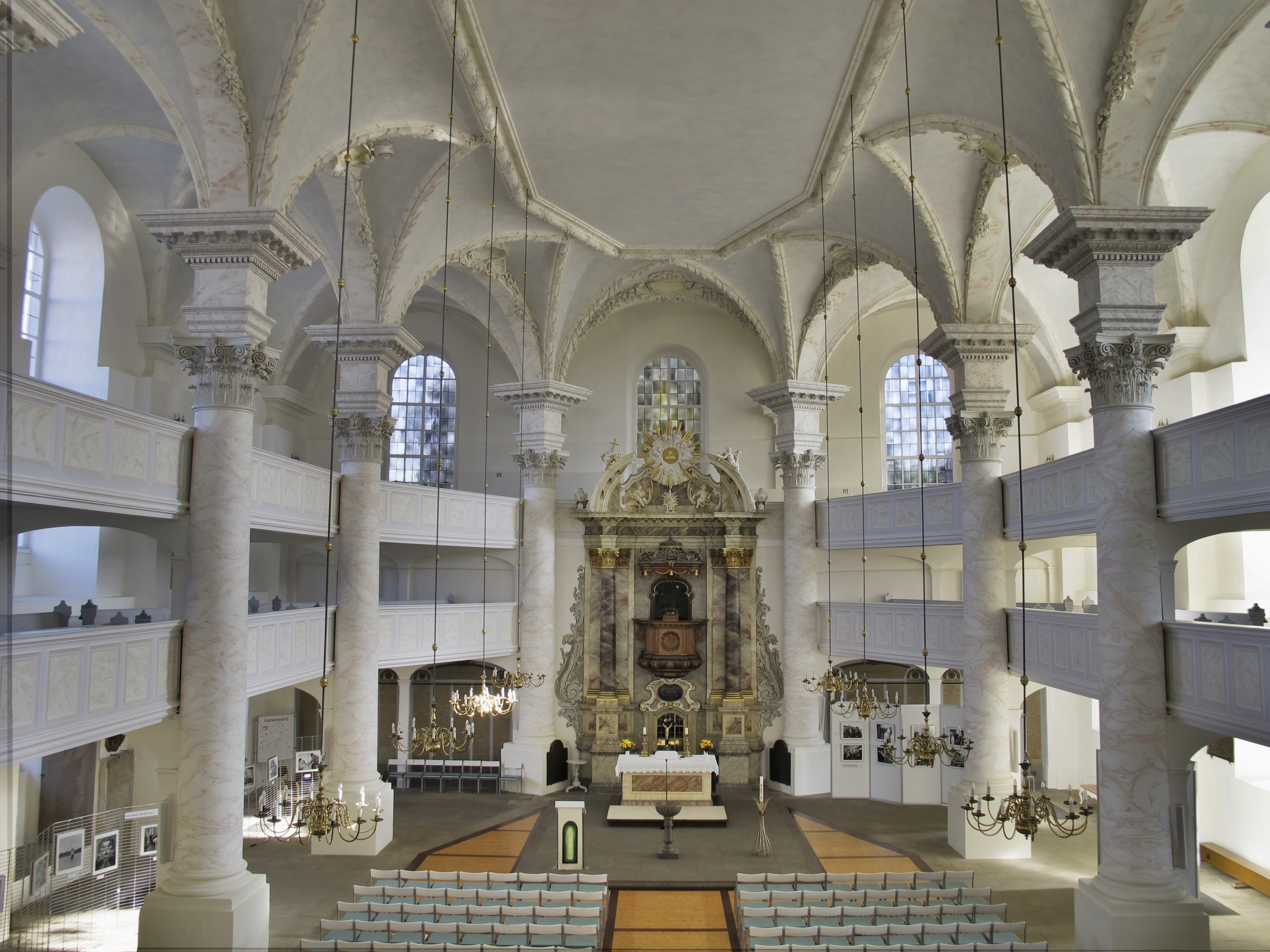
Interieur van deze kerk
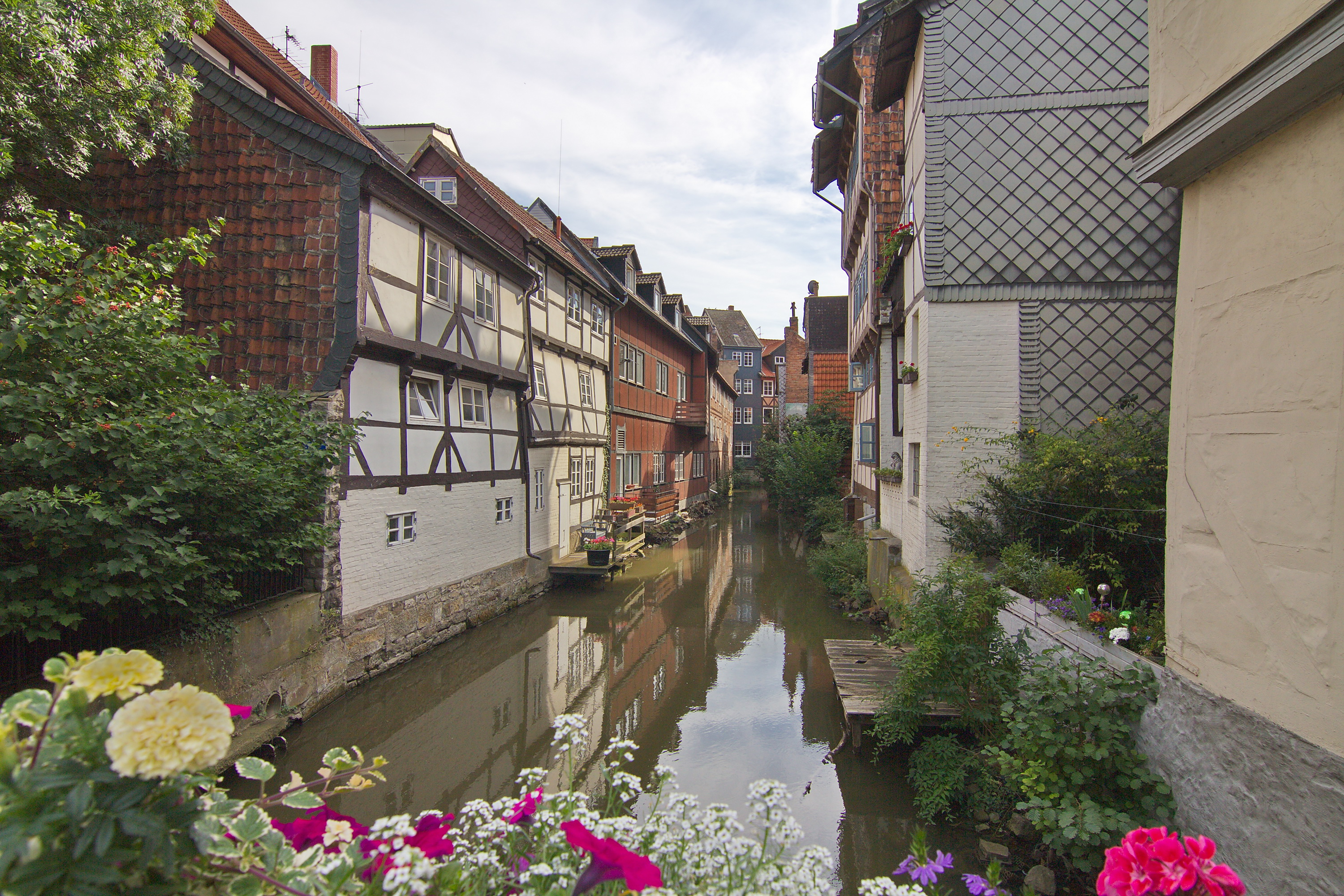
Straatje aan de Oker Klein Venedig
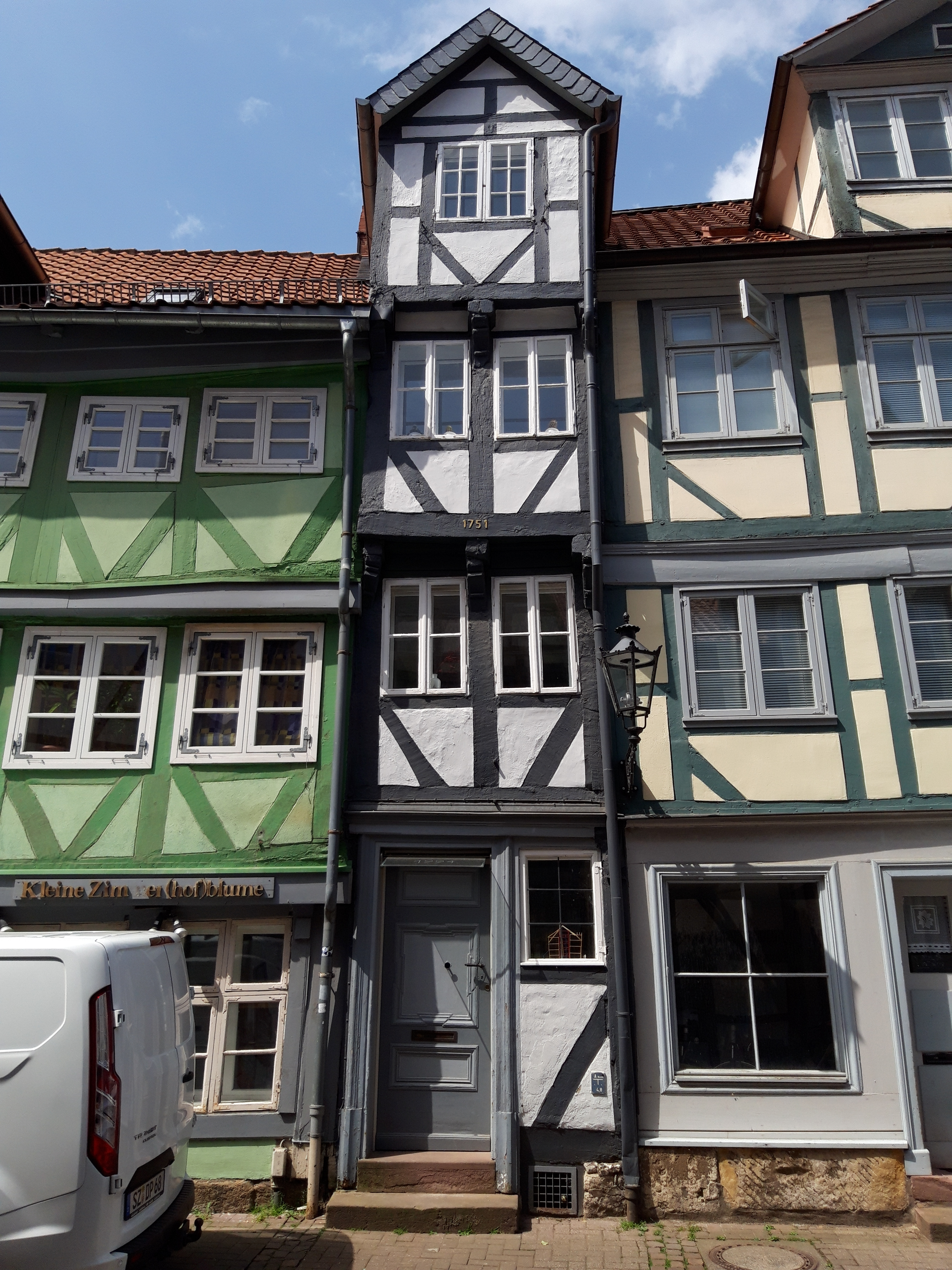
Kleiner Zimmerhof 14, smalste huis van Nedersaksen
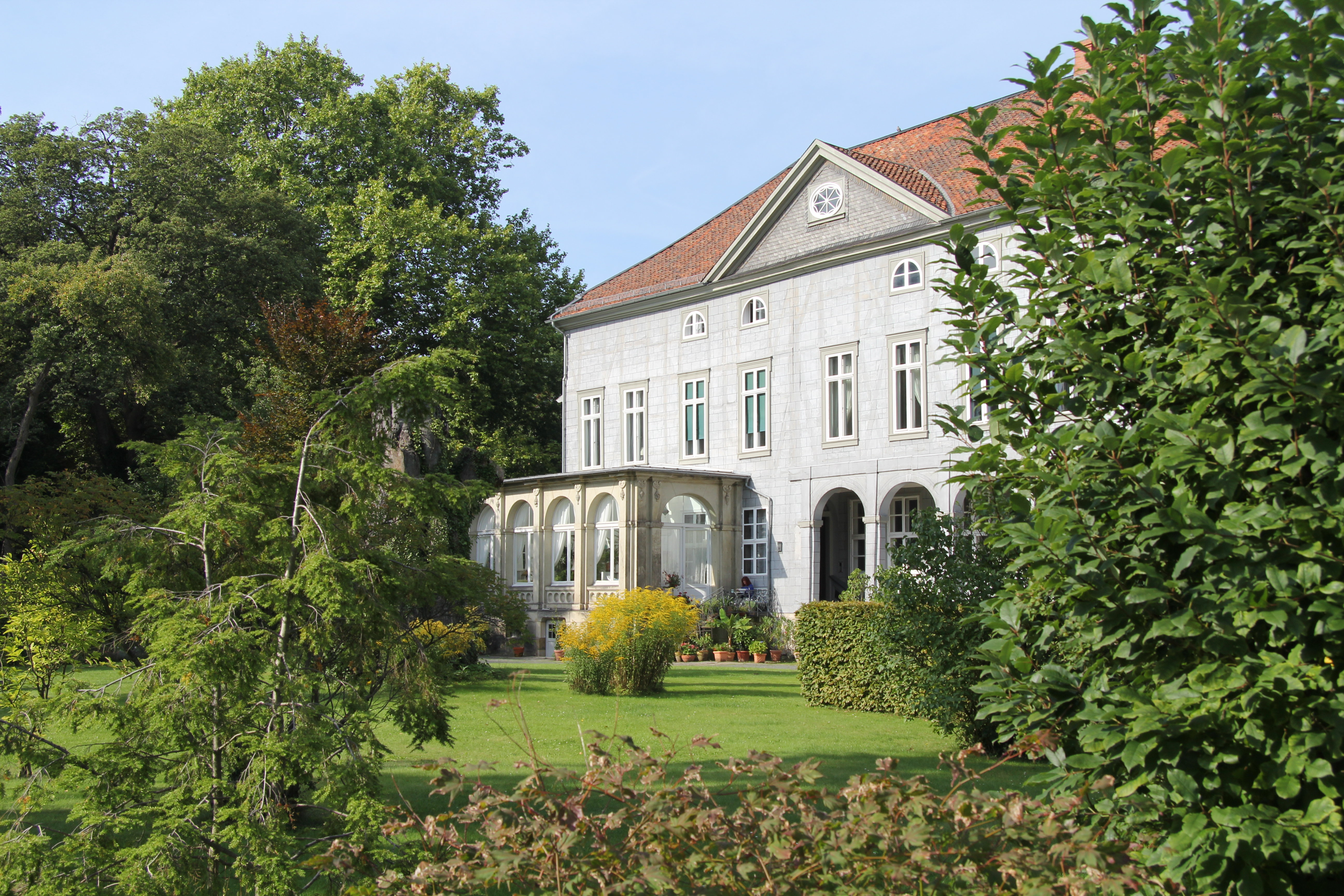
Kleines Schloss
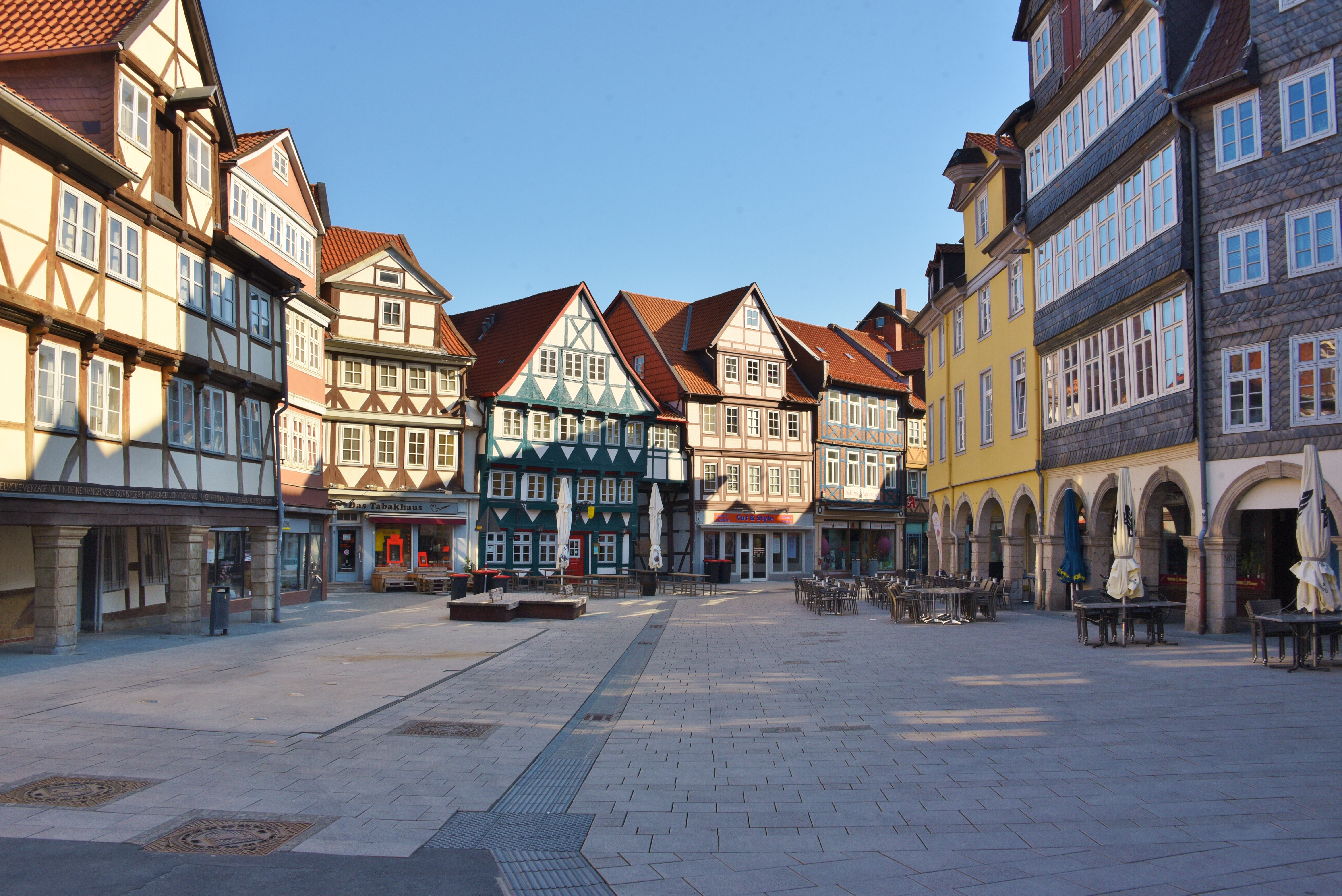
Plein in het centrum van Wolfenbüttel
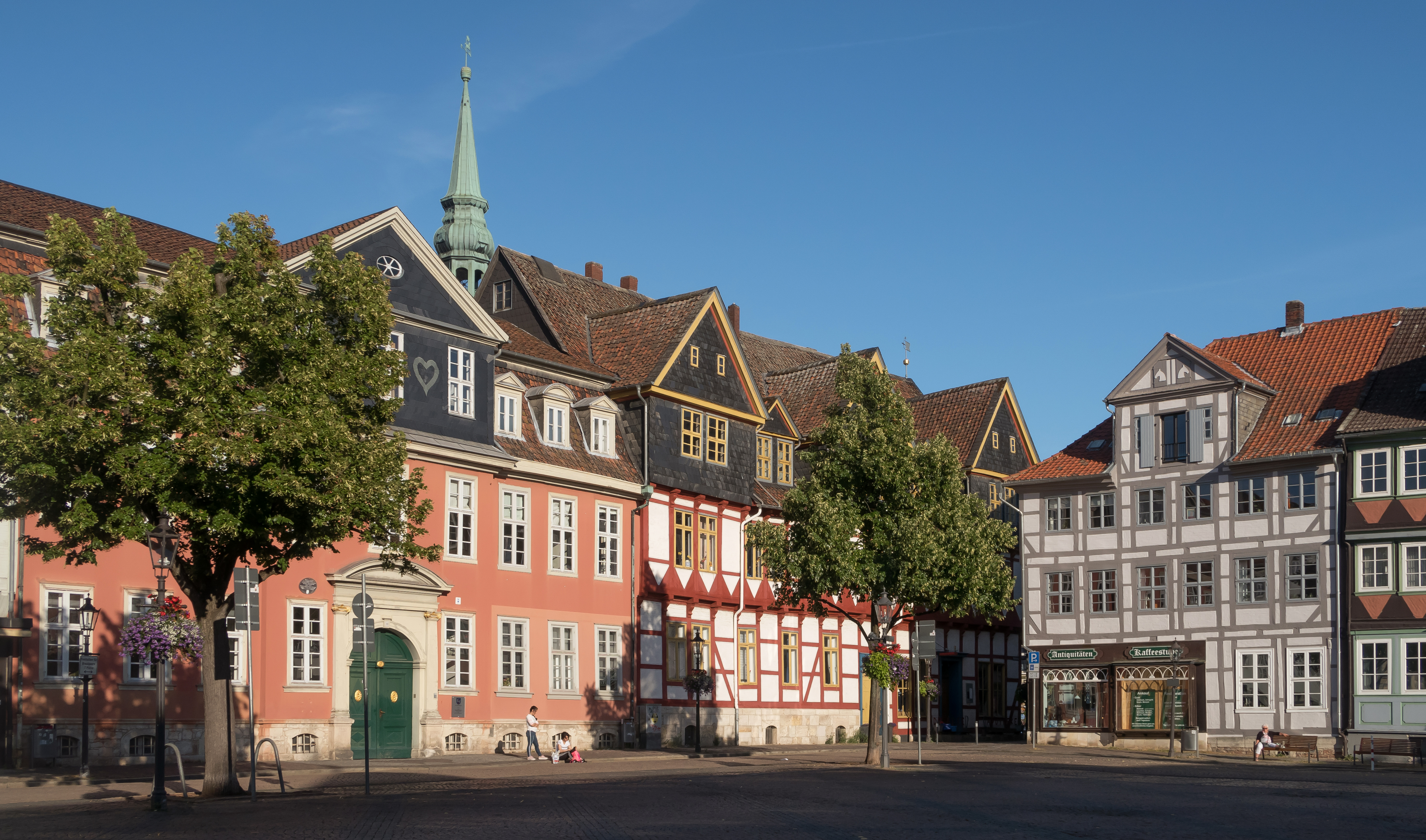
Plein bij de Rathauspassage
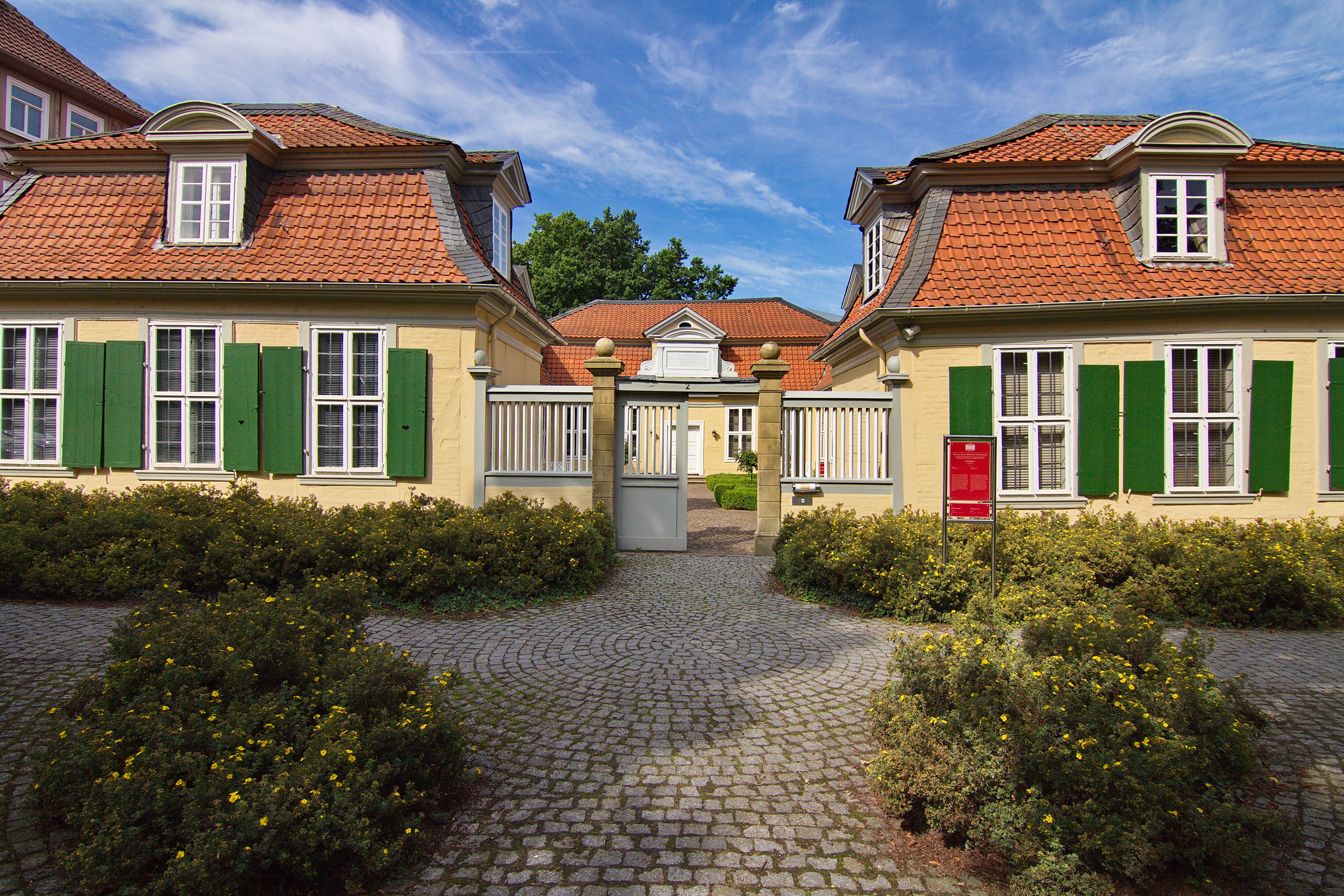
Lessinghaus (1733)
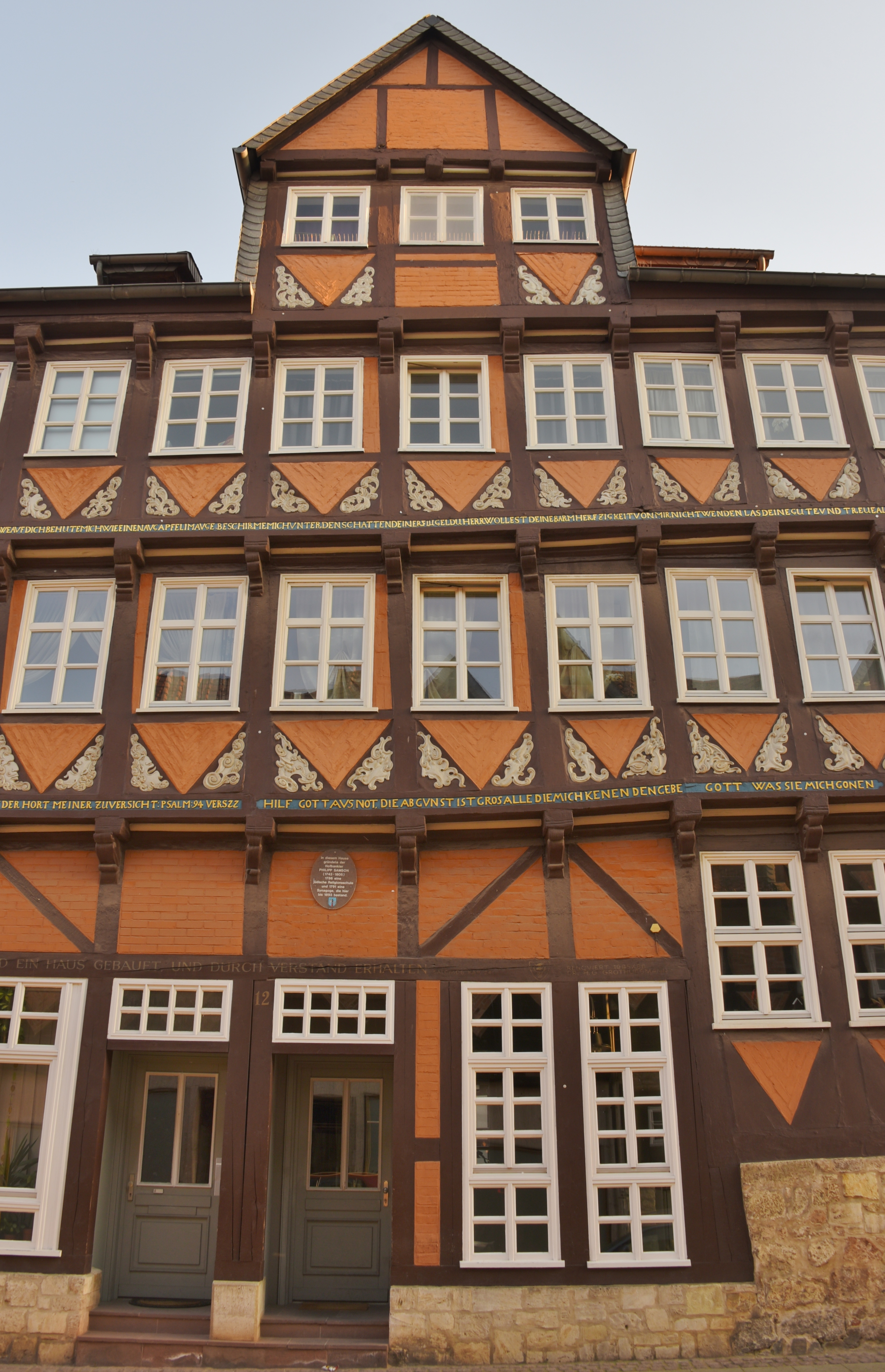
Voormalige Joodse school, later tot 1893 synagoge
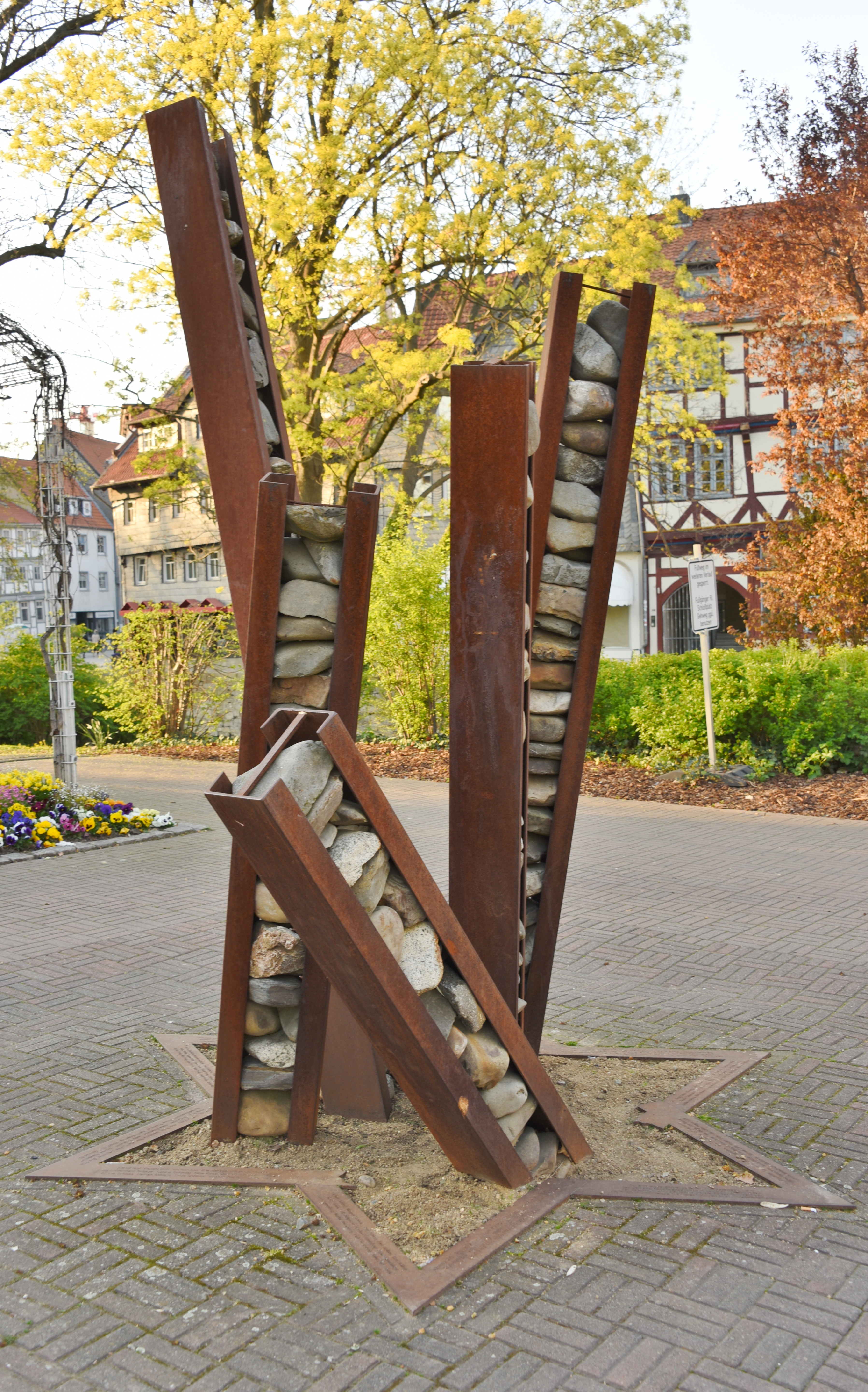
Monument slachtoffers Jodenvervolging te Wolfenbüttel
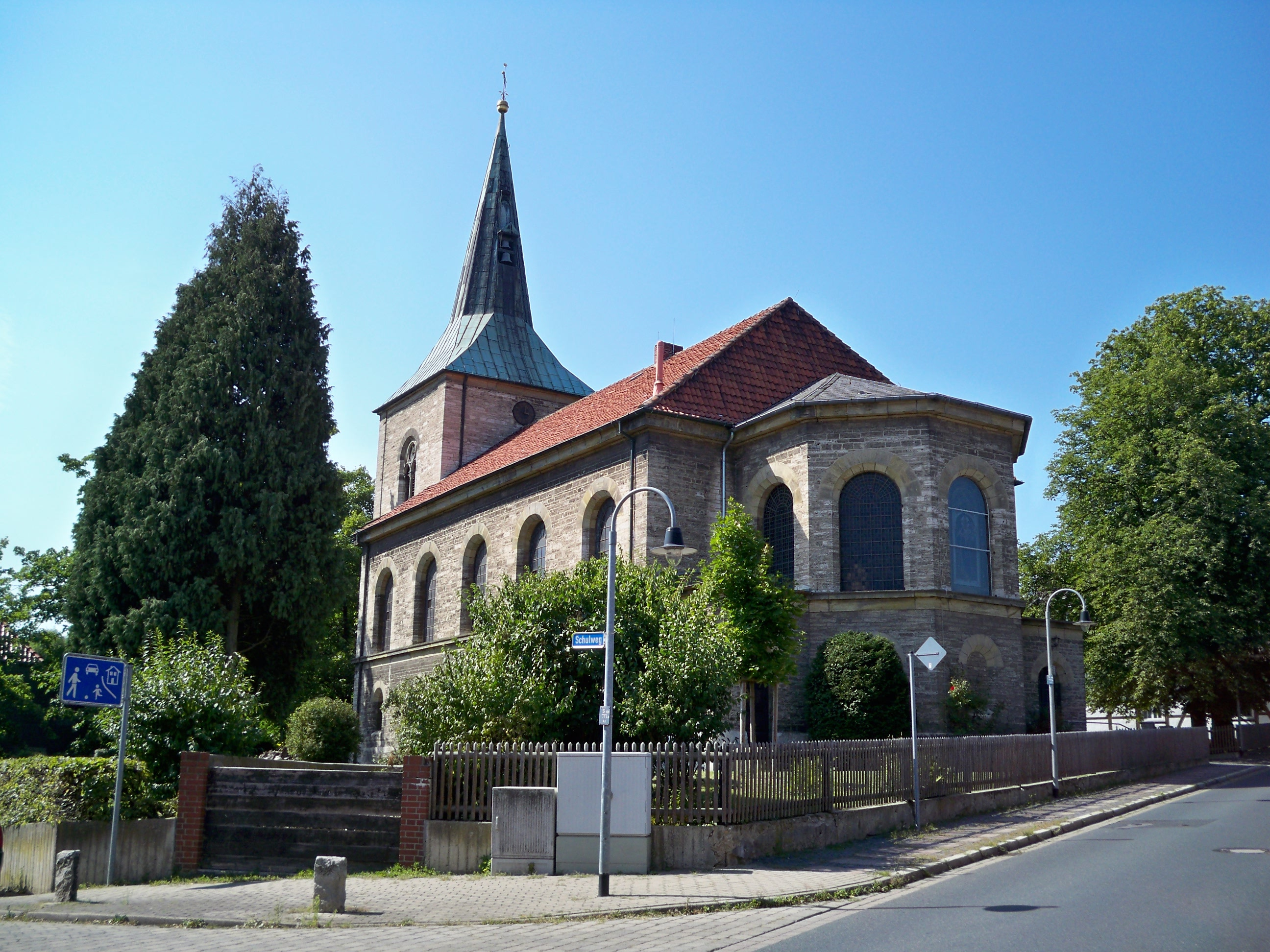
Dorpskerk te Ahlum (1860)
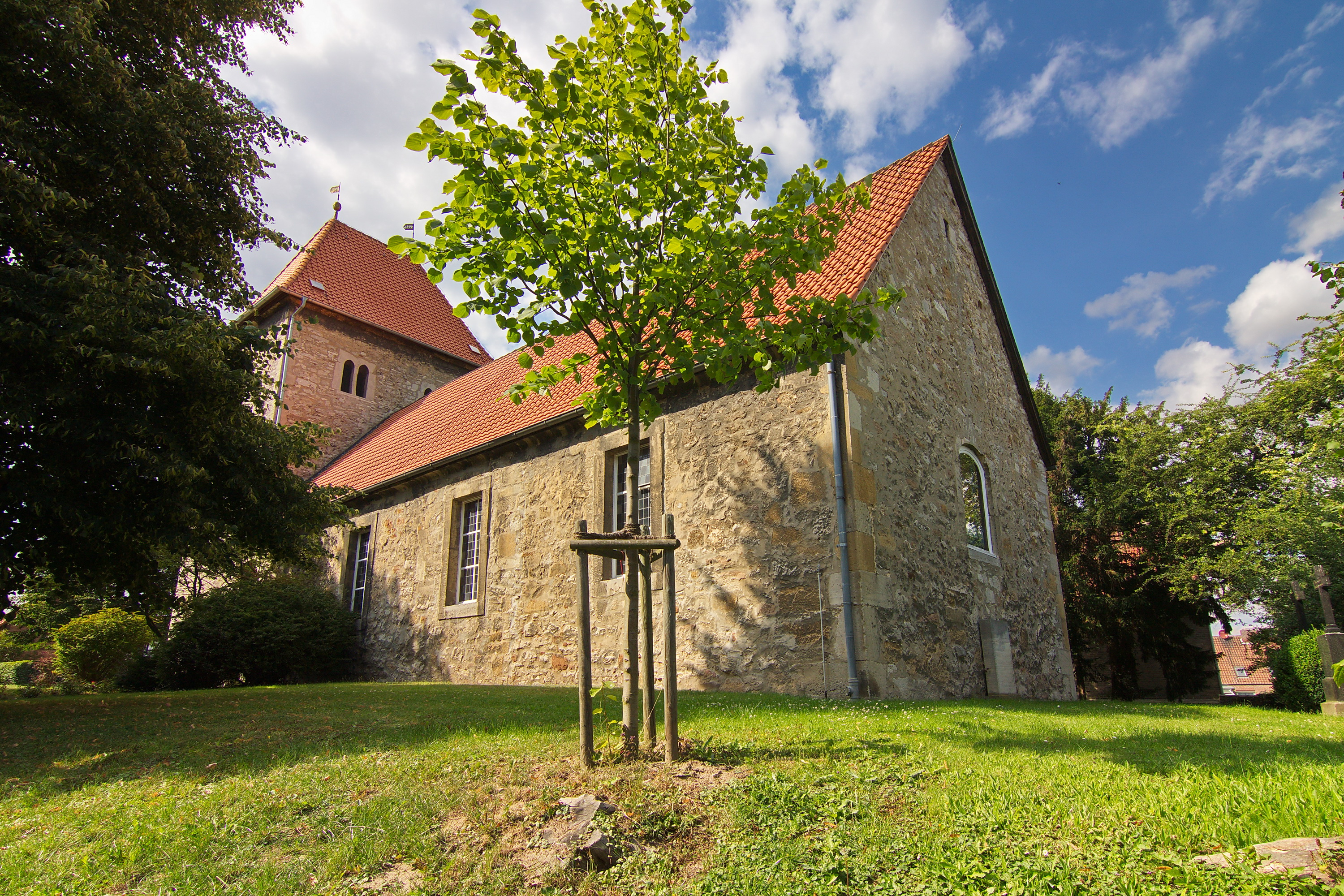
St. Stefanuskerk, Atzum (1652)
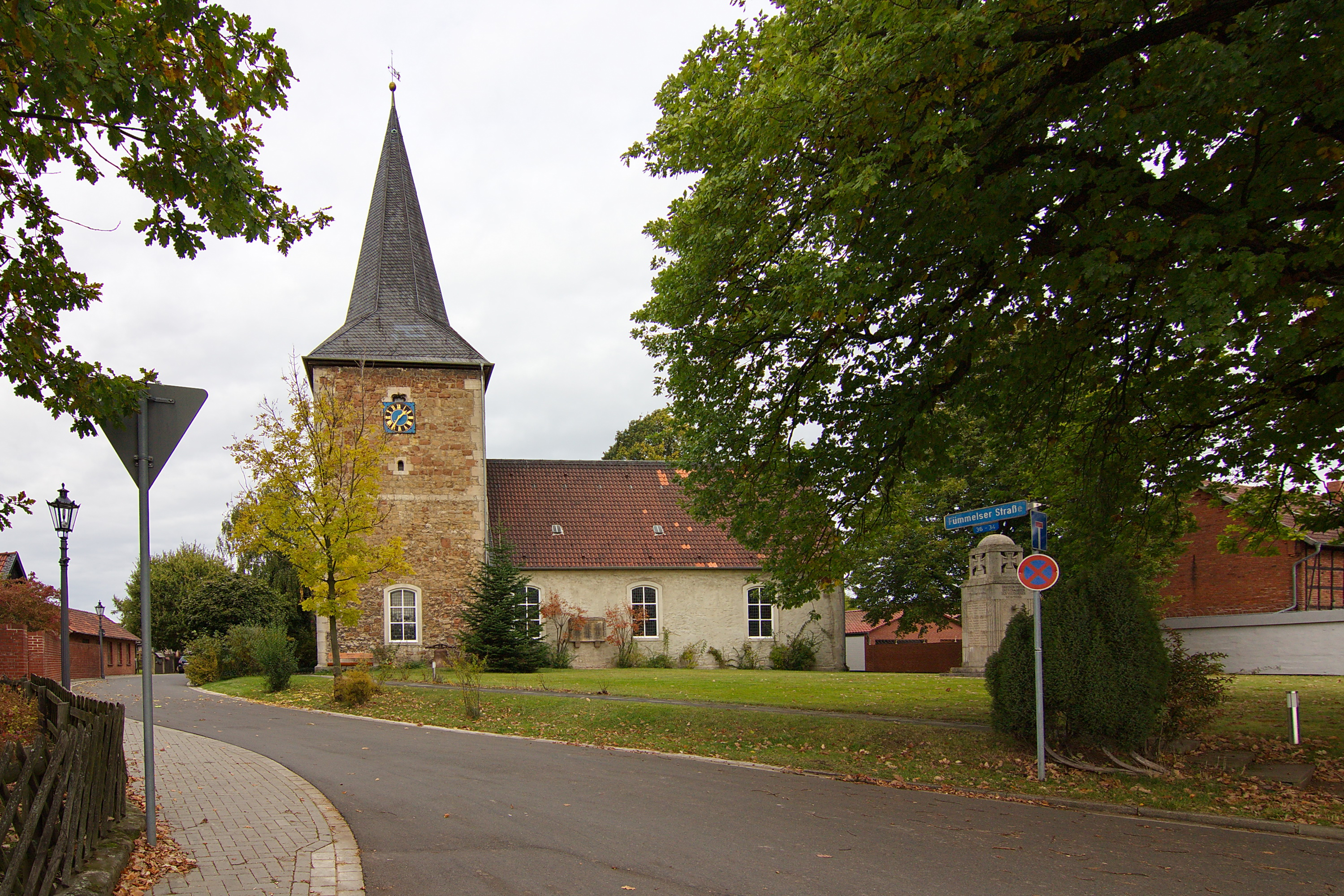
Gethsemane-kerk, Fümmelse
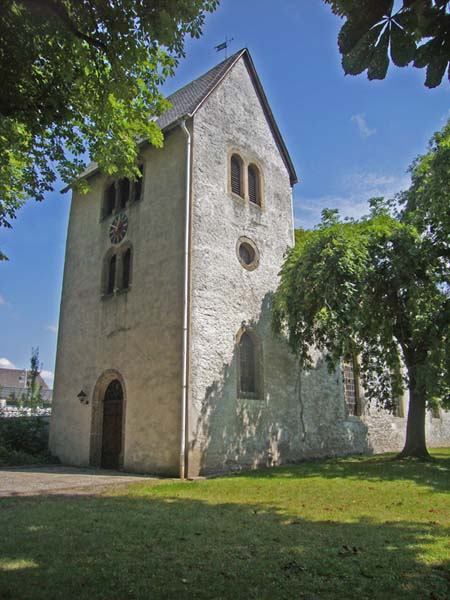
Linden, St. Brictiuskerk
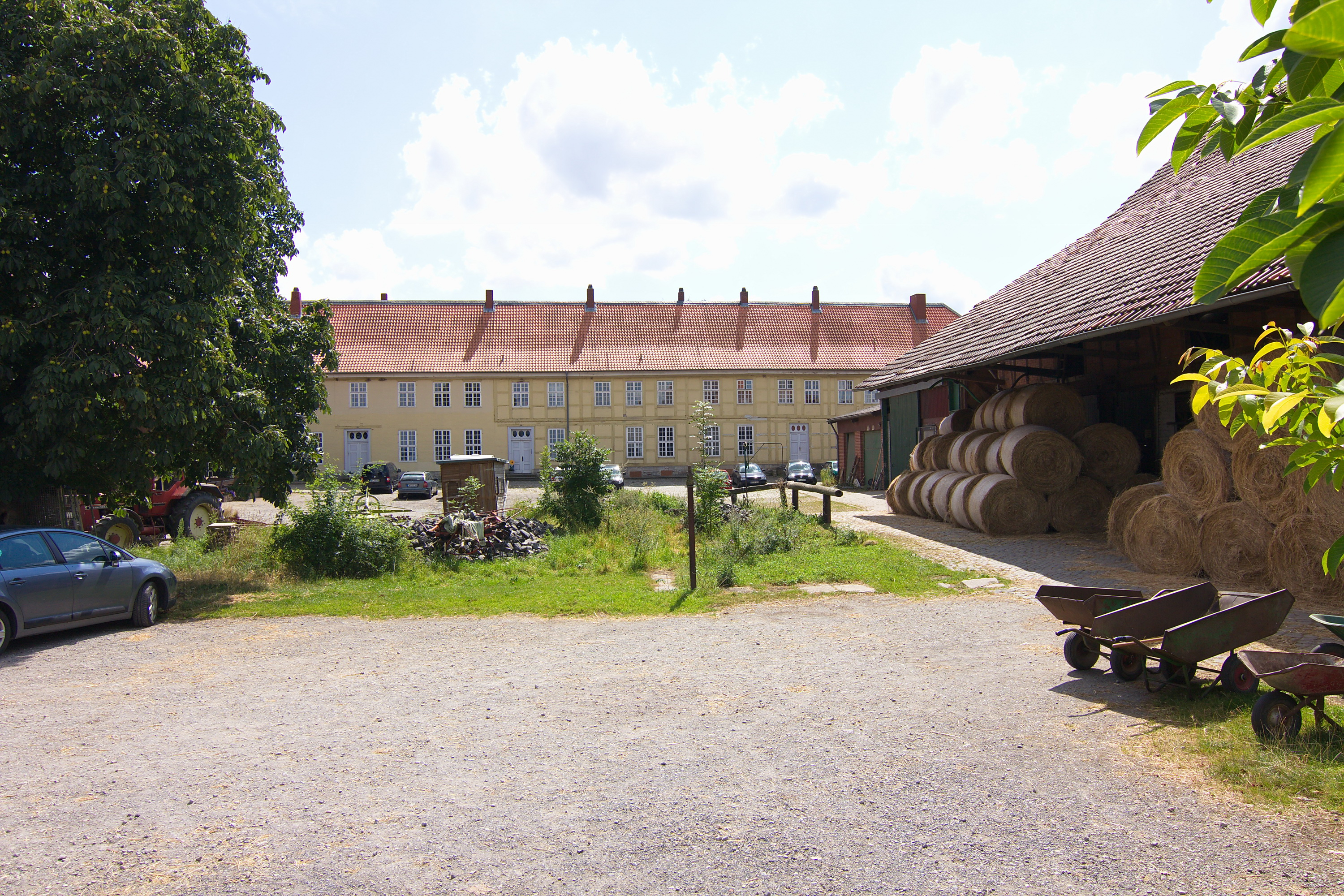
Groß Stöckheim, herenboerderij Schriftsassenhof, gebouwd vóór 1700
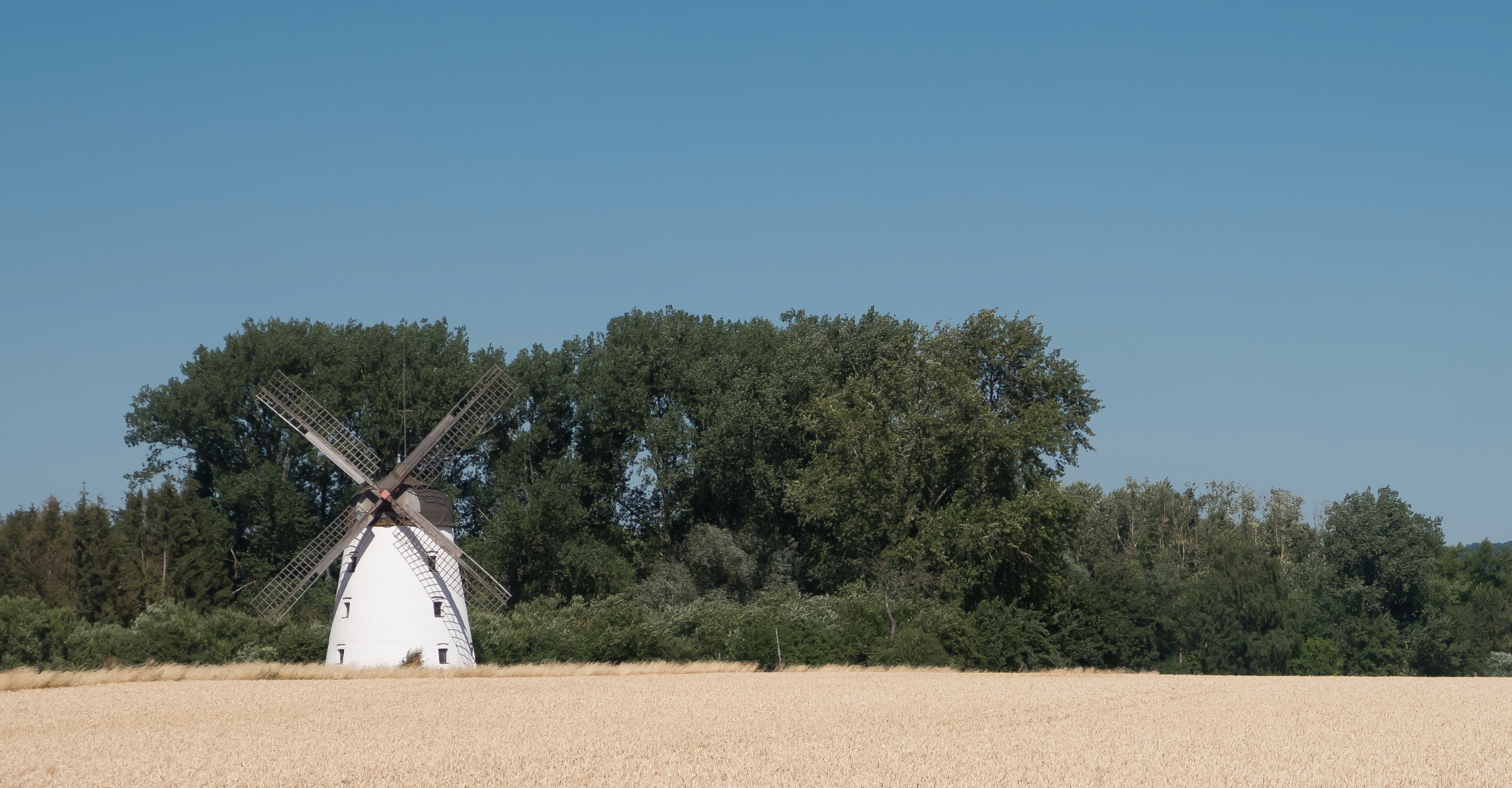
Halchter, torenmolen

## Partnergemeentes
Wolfenbüttel onderhoudt jumelages met:
- Sèvres, Frankrijk, sedert 1958
- Kenosha, Verenigde Staten, sedert 1969
- Satu Mare, Roemenië, sedert 1970
- Kamienna Góra, Polen, sedert 2001
- Briouze, Normandië, Frankrijk, sedert omstreeks 1965, uitgaande van stadsdeel Salzdahlum

Met Blankenburg (Harz) wordt sedert 1990 een iets minder officiële vriendschapsband onderhouden, een zogenaamde Städtefreundschaft.